# Marinha bizantina
A marinha bizantina foi a força militar naval do Império Romano do Oriente, mais conhecido como Império Bizantino. Como o império que serviu, foi a sucessora direta da marinha romana, do Império Romano, mas desempenhou um papel muito mais importante que a sua antecessora na defesa e sobrevivência do estado. Enquanto as frotas do Império Romano unificado enfrentaram poucas ameaças navais de relevo, operando como uma força de índole sobretudo policial, com poder e prestígio muito inferiores às legiões, o domínio marítimo foi vital para a própria existência do império do Oriente, levando a que muitos historiadores o classifiquem como "império marítimo".
A primeira ameaça à hegemonia romana no Mediterrâneo foi protagonizada pelos Vândalos, desde o século V até às guerras de Justiniano I no século VI. A necessidade de restabelecer uma frota de guerra permanente e a introdução da galé drómon nessa época marca o ponto em que a marinha se começa a distanciar das suas raízes romanas e a desenvolver a sua própria identidade. Este processo evoluiu depois para responder à expansão islâmica do século VII. Na sequência da perda do Levante e posteriormente do Norte de África, o mar Mediterrâneo deixou de ser um domínio exclusivamente romano (Mare Nostrum) para se tornar um campo de batalha entre Bizantinos e Árabes. Nesses confrontos, as armadas bizantinas eram fundamentais, não apenas para a defesa das possessões distantes do Império em volta da bacia mediterrânica, mas também para rechaçar os ataques lançados por mar contra a própria capital imperial de Constantinopla. Através do uso do recém inventado "fogo grego", a arma secreta mais célebre e temida da marinha bizantina, Constantinopla foi salva de diversos cercos e o Império iniciou um ciclo de inúmeras vitórias em batalhas navais.
Inicialmente, a defesa das costas bizantinas e de Constantinopla esteve a cargo da poderosa frota dos carabisianos (karabisianoi). Progressivamente, essa frota foi dividida em várias frotas regionais (dos temas), enquanto que uma frota central, dita Frota Imperial, foi mantida em Constantinopla de forma a defender a cidade e formando o núcleo das expedições navais. No final do século VIII a marinha bizantina, uma força bem organizada e bem equipada, tornou-se novamente dominante no Mediterrâneo. Os confrontos com os navios muçulmanos continuariam, no entanto, com vitórias e derrotas alternadas para ambos os lados, mas no século X os Bizantinos lograram alcançar novamente uma posição de supremacia no Mediterrâneo Oriental.
Durante o século XI, a marinha, tal como o próprio Império, entrou em declínio. Enfrentando novas ameaças a ocidente, os Bizantinos foram gradualmente forçados a confiar e a depender dos navios de cidades-estado italianas, como Génova e Veneza, o que teve efeitos desastrosos na economia e soberania bizantinas. Durante a dinastia comnena (ca.  1081–ca. 1185) assistiu-se a uma recuperação gradual, a que se seguiu outro período de declínio que culminou na desastrosa dissolução temporária do Império pela Quarta Cruzada em 1204. Após o restauro do Império em 1261, vários imperadores da dinastia paleóloga (r. 1261–1453) tentaram reavivar a marinha, mas os seus esforços apenas tiveram um efeito temporário. Em meados do século XIV, a frota bizantina, que no passado conseguia colocar no mar centenas de navios, estava limitada, quanto muito, a algumas dúzias de embarcações. O controlo do mar Egeu passou em definitivo para as forças navais italianas e otomanas. Apesar da perda de domínio e influência, a marinha bizantina manteve-se ativa até à queda do Império Bizantino em 1453.

## História operacional

### Período antigo

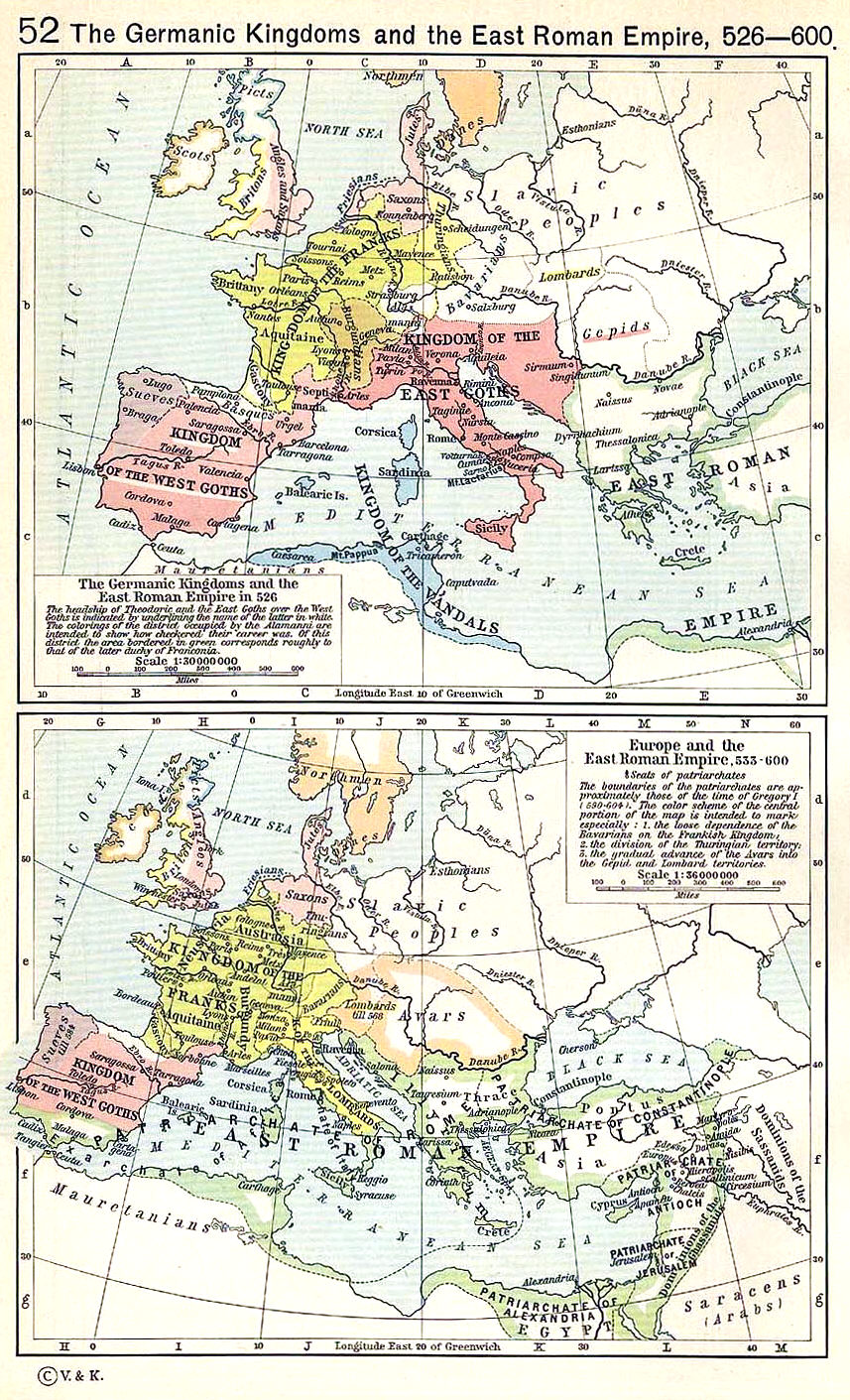
Mapas políticos da Europa entre 526 e 600 — No final do século V, o Mediterrâneo Ocidental tinha caído nas mãos de reinos bárbaros. As conquistas de Justiniano I restauraram o controlo romano em todo o Mediterrâneo, que se manteve até às conquistas muçulmanas do final do século VII

#### Guerras civis e invasões bárbaras (séculos IV e V)
A marinha bizantina sucedeu à marinha romana, tal como grande parte das instituições do Império Bizantino (ou Império Romano do Oriente), que surgem a partir de um contexto de continuidade em relação às instituições do Império Romano. Depois da Batalha de Áccio em 31 a.C., a inexistência de ameaças externas no Mediterrâneo levou a que a marinha romana passasse a dedicar-se quase exclusivamente a missões de policiamento e escolta. Já não ocorriam então grandes batalhas navais, como as travadas durante as Guerras Púnicas, e as esquadras romanas eram compostas de navios relativamente pequenos, mais apropriados às novas missões. No início do século IV, a frota romana permanente tinha degenerado ao ponto das armadas dos imperadores rivais Constantino e Licínio, que se defrontaram na Batalha do Helesponto em 324 d.C., serem em grande medida compostas por navios recentemente construídos ou pertencentes a cidades portuárias do Mediterrâneo Oriental. Contudo, as guerras civis do século IV e do início do século V provocaram o ressurgimento da atividade militar naval, com frotas destinadas sobretudo ao transporte de tropas. Ao longo do primeiro quartel do século V, continuaram a ser usadas forças navais no Mediterrâneo Ocidental em número considerável, especialmente no Norte de África, mas o domínio de Roma no Mediterrâneo foi posto em causa quando a África Proconsular foi tomada pelos Vândalos durante quinze anos.
Sob a liderança de Genserico, o novo reino vândalo de Cartago não tardou em lançar raides contra as costas da Itália e da Grécia, chegando a saquear Roma em 455. Os raides dos Vândalos continuaram de forma persistente ao longo das duas décadas seguintes, não obstante as repetidas tentativas romanas apara os derrotar. O Império do Ocidente mostrou-se impotente na contenção dos ataques, tendo a sua marinha diminuído até praticamente desaparecer, embora os imperadores orientais ainda pudessem contar com os recursos e tecnologia naval do Mediterrâneo Oriental. Apesar disso, uma primeira expedição lançada pelo Império Bizantino em 448 não foi além da Sicília, e em 460 os Vândalos atacaram e destruíram uma frota de invasão romana ocidental em Cartagena, na Hispânia. Finalmente, em 468, foi organizada uma enorme expedição romana oriental, comandada por Basilisco, alegadamente com 1 113 navios e 100 000 homens, embora tenha falhado por completo os seus objetivos. Foram perdidos cerca de 600 navios em ataques de brulotes (navios de fogo) e o custo da expedição (130 000 de ouro e 700 libras de prata) quase levou o Império à bancarrota. O fiasco levou os romanos a negociar a paz com Genserico. A ameaça dos Vândalos diminuiu substancialmente após a morte de Genserico em 477. Em 481, a marinha bizantina novamente agiu, desta vez vitoriosamente, ao conseguir impedir que os ostrogodos de Teodorico Estrabão, que estavam em guerra contra o império, conseguissem cruzar da Trácia para a Ásia Menor.

#### SéculoVI – Justiniano restaura o controlo romano no Mediterrâneo

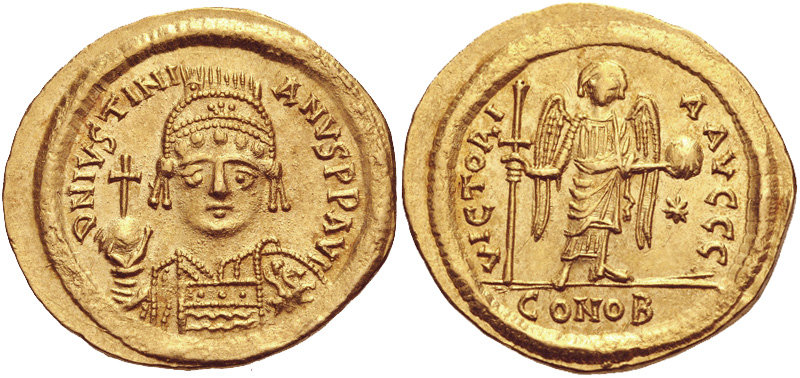
Soldo de Justiniano r.

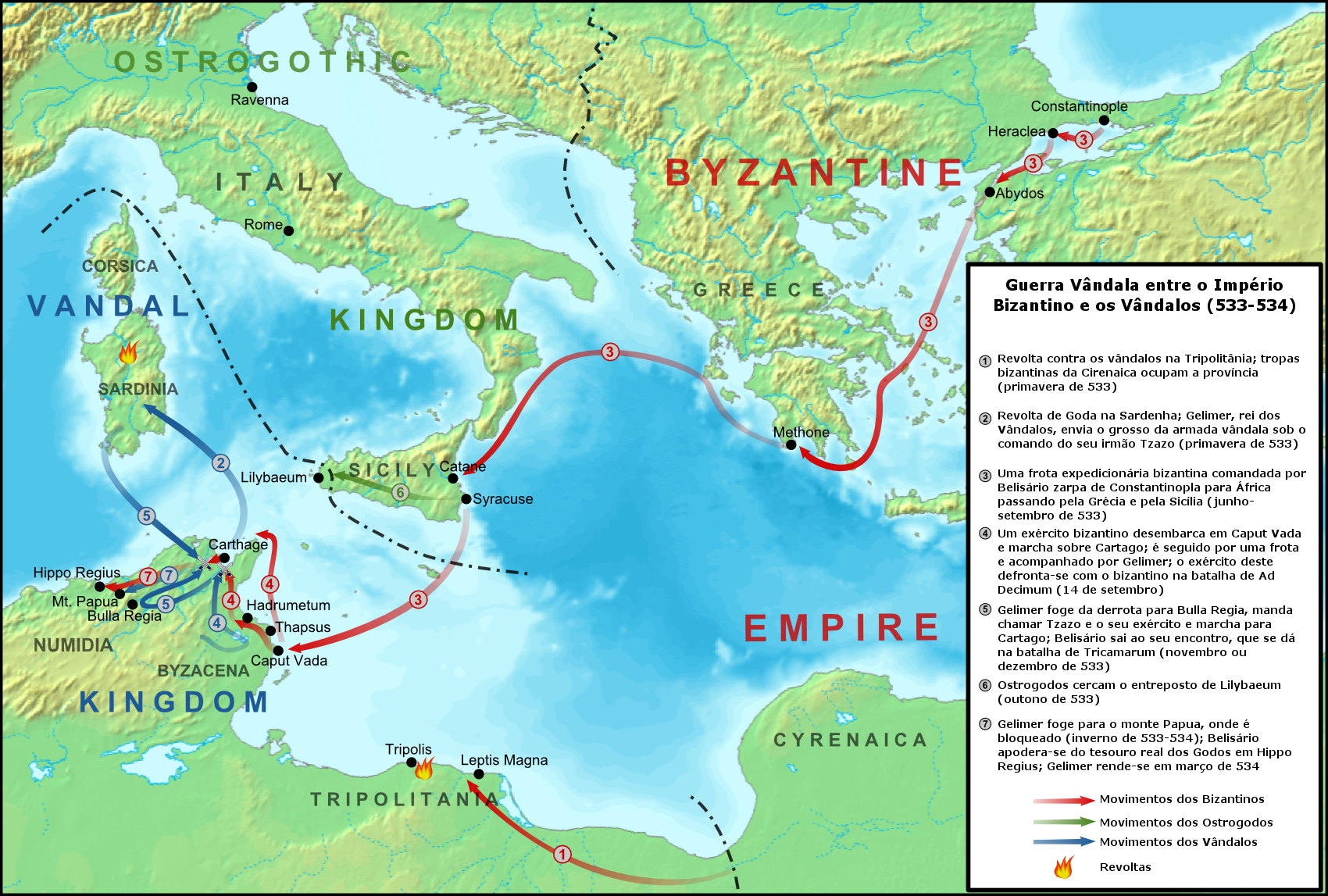
Mapa da Guerra Vândala, onde se destacou Belisário

Mapa da Guerra Gótica (535–554)

O século VI marcou o renascimento no poderio militar naval. Em 508, enquanto aumentava o antagonismo com o Reino Ostrogótico de Teodorico, o Grande (r. 474–526), Anastácio I Dicoro (r. 491–518) enviou uma frota de 100 navios de guerra liderada por Romano e Rústico para atacar as costas de Itália. Em 513, o general Vitaliano revoltou-se contra Anastácio; os rebeldes reuniram uma frota de 200 navios que, apesar de algumas vitórias iniciais, foi destruída pelo almirante Marino, que usou uma substância incendiária à base de enxofre para derrotá-los.
Em 533, tirando partido da ausência da frota vândala que foi enviada à Sardenha para aí suprimir uma revolta, uma frota de invasão de 92 drómones e 500 navios de transporte deslocou para África um exército de 15 000 homens comandados por Belisário, marcando assim o início da Guerra Vândala, a primeira das guerras de reconquista de Justiniano I (r. 527–565). Essas guerras foram, em larga medida, operações anfíbias, tornadas possíveis devido ao controlo das rotas marítimas do Mediterrâneo, em que a marinha teve papel vital no transporte de abastecimentos e reforços para as forças expedicionárias e guarnições bizantinas amplamente dispersas. Este facto não passou despercebido aos inimigos dos Bizantinos. Já antes, na década de 520, Teodorico planejou a construção de uma grande frota destinada a combater os Bizantinos e os Vândalos, mas a sua morte em 526 fez com que esses planos nunca chegassem a ser completamente realizados.
Em 535, a Guerra Gótica (535–554) começou com uma dupla ofensiva bizantina, com uma frota transportando um exército comandado por Belisário a atacar primeiro a Sicília e depois a Itália, e outro sob Mundo invadindo a Dalmácia. O controle no mar foi de grande importância estratégica, permitindo que o exército bizantino, numericamente inferior, lograsse ocupar a península em 540. Em 541, porém, o novo rei ostrogótico Tótila (r. 541–552) reuniu uma frota de 400 navios de guerra com a qual bloqueou as costas marítimas de Itália aos Bizantinos. Em 542, duas armadas foram destruídas perto de Nápoles e em 546 Belisário comandou pessoalmente 200 navios contra a frota ostrogoda que bloqueou a foz do Tibre, numa tentativa fracassada de socorrer Roma, que foi saqueada pelos godos.
Em 550, Tótila invadiu a Sicília e ao longo do ano seguinte a sua frota de 300 navios capturou a Sardenha e a Córsega e atacou Corfu e a costa do Epiro. Contudo, a derrota dos Godos na Batalha de Sena Gálica, no outono de 551 ao largo do que é hoje Senigália, marcou o início da nova ascensão bizantina, transformando novamente o Mediterrâneo num "lago romano" após a conquista final de Itália e do sul da Hispânia sob Justiniano. Apesar da subsequente perda de grande parte de Itália aos Lombardos, os Bizantinos mantiveram o controlo dos mares (os Lombardos raramente se aventuravam no mar) e lograram conservar algumas faixas de costa em território italiano por vários séculos. A única ação naval de monta nos 80 anos seguintes ocorreu durante o cerco de Constantinopla levado a cabo por Persas Sassânidas apoiados por Ávaros e Eslavos. Durante esse cerco, a frota eslava de monóxilos (monoxyla) foi intercetada pela marinha e destruída, impedindo que o exército sassânida cruzasse o estreito do Bósforo, o que acabou por forçar os ávaros a retirar.

### Guerras com os Árabes

#### Início da ameaça naval árabe

Mapa das principais operações navais e batalhas entre muçulmanos e Bizantinos entre os séculos VII e XI

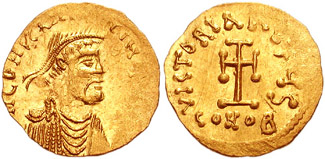
Tremisse de r.. Foi sob ele que os bizantinos sofreram a pesada derrota na Batalha dos Mastros

Durante a década de 640, a conquista da Síria e do Egito pelos muçulmanos criou uma nova ameaça para o Império Bizantino. Além de terem conquistado territórios importantes para os Bizantinos, devido às receitas que geravam e às tropas que forneciam, os Árabes empenharam-se na criação da sua própria marinha de guerra depois de terem constatado a sua utilidade durante a breve reconquista bizantina de Alexandria em 644. A nova elite muçulmana era originária da parte setentrional da península Arábica, onde não havia tradições marítimas, e era muito dependente dos recursos económicos e humanos do recém-conquistado Levante (especialmente dos coptas do Egito), que até há pouco tempo tinham fornecido ao Império Bizantino navios e tripulações. Além dos operários locais, há provas de que nas bases navais muçulmanas criadas na Palestina trabalharam também construtores navais da Pérsia e do Iraque. Dado não existirem ilustrações anteriores ao século XIV, sabe-se muito pouco acerca das características dos primeiros navios de guerra muçulmanos, embora geralmente se assuma que se baseavam na tradição marítima mediterrânica existente. Tendo em conta os séculos de interação entre as duas culturas e que grande parte da nomenclatura náutica era comum aos Árabes e Bizantinos, é seguro assumir que os navios árabes e bizantinos tinham muitas características semelhantes. Essas semelhanças estendiam-se às táticas e à organização geral das frotas — os almirantes árabes dispunham de traduções de manuais militares bizantinos.
Após ter conquistado o Chipre em 649 e atacado Rodes, Creta e a Sicília, a jovem marinha árabe infligiu uma derrota decisiva aos Bizantinos, comandados pessoalmente por Constante II (r. 641–668), durante a Batalha dos Mastros, travada na costa da Lícia, perto do que é hoje Finike, em 655. Esta derrota catastrófica abriu o Mediterrâneo aos Árabes e marcou o início de uma série de conflitos navais pelo controlo das rotas marítimas que se prolongaram por vários séculos. A partir do reinado de Moáuia I (r. 661–680) os muçulmanos intensificaram o número de raides, ao mesmo tempo que preparavam o grande assalto a Constantinopla. Durante o longo primeiro cerco árabe àquela cidade, a marinha bizantina revelou-se fundamental à sobrevivência do Império: as armadas árabes foram derrotadas através do uso da recentemente desenvolvida arma secreta bizantina, o "fogo grego". Os bizantinos conseguiram travar o avanço muçulmano na Ásia Menor e no mar Egeu, levando a que fosse acordada uma trégua de trinta anos.

“Nesse tempo, Calínico, um artífice de Heliópolis desertou para os Romanos. Ele tinha inventado um fogo marítimo que incendiou os navios árabes e queimou-os com todas as mãos. Foi assim que os Romanos foram vitoriosos e descobriram o fogo marítimo.”

— Crónica de Teófanes, o Confessor, Anno Mundi 6165
Na década de 680, Justiniano II (r. 685–695 e 705–711) teve em atenção as necessidades da marinha, reforçando-a com o recrutamento de mais de 18 500 Mardaítas das costas meridionais do império para desempenharem as funções de marinheiros e remadores. Apesar disso, a ameaça naval dos Árabes intensificou-se à medida que crescia o seu domínio do Norte de África durante décadas de 680 e 690. O último reduto africano do Império Bizantino, Cartago, caiu em 698, embora uma expedição naval bizantina tenha conseguido retomar brevemente a cidade. O governador árabe Muça ibne Noçáir fundou uma nova cidade e uma base naval em Tunes, para onde foram levados mil operários navais coptas para construir uma nova frota que desafiasse o controlo bizantino do Mediterrâneo Ocidental. A partir do início do século VIII sucederam-se os raides contra as possessões bizantinas no Mediterrâneo Ocidental, especialmente na Sicília. A nova frota permitiu aos muçulmanos completarem a conquista do Magrebe e conquistar boa parte da Hispânia visigótica.

#### Contra-ofensiva bizantina

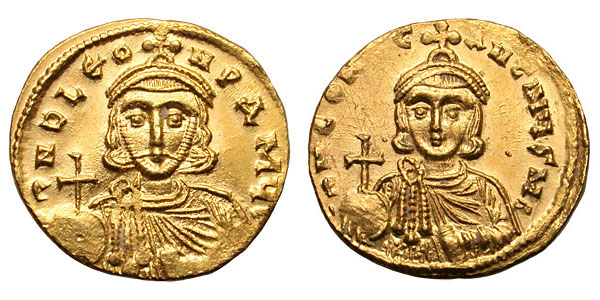
e o seu filho e sucessor. Juntos lideraram uma recuperação do poder bizantino contra os Árabes, mas também provocaram muitos conflitos internos devido às sua políticas iconoclastas

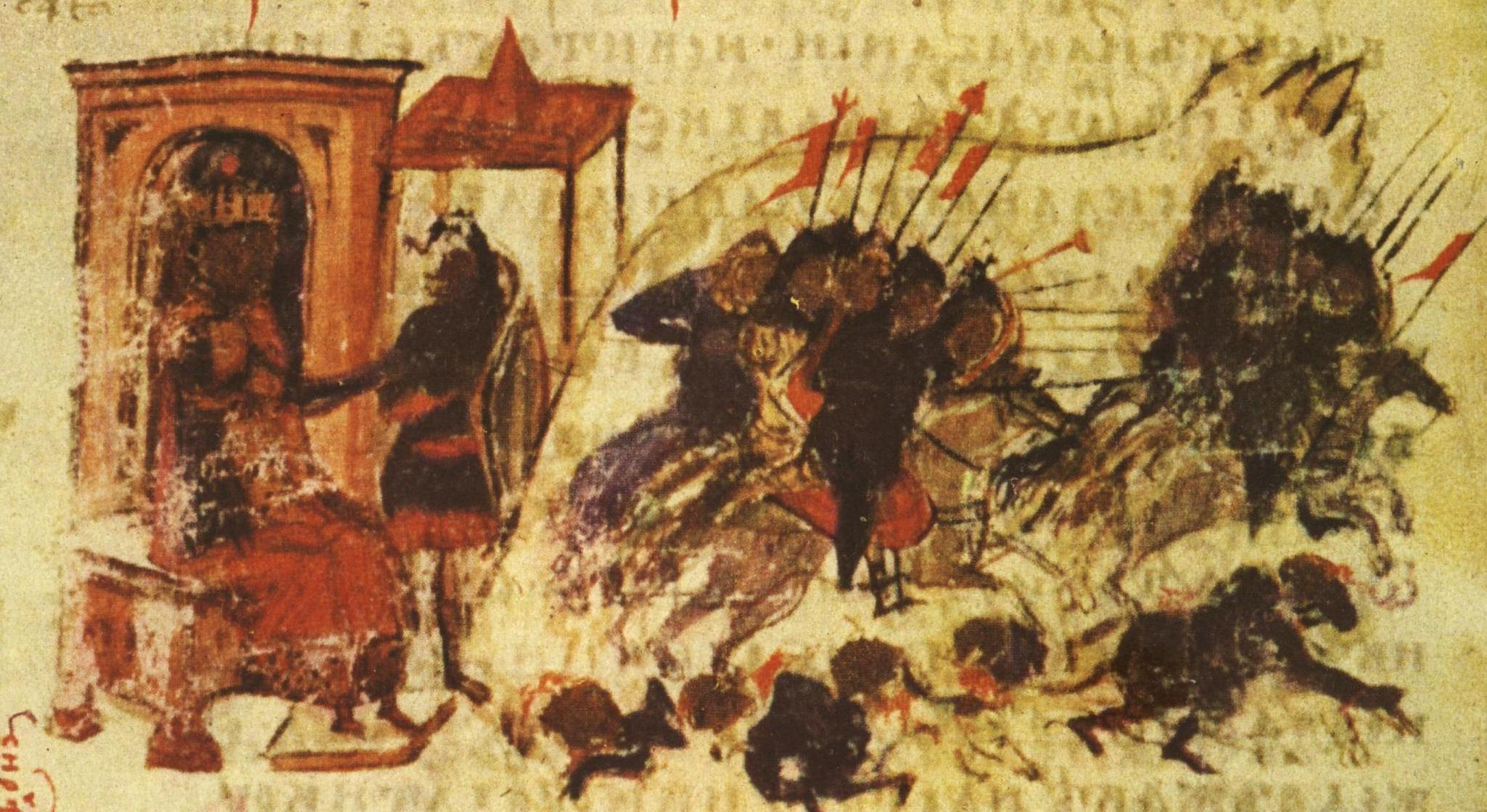
Ataque das tropas de Maslama durante o cerco, numa tradução búlgara da Crónica de Constantino Manasses (século XII)

Os Bizantinos não foram capazes de responder de forma eficaz ao avanço muçulmano em África, devido em grande medida aos grandes tumultos internos entre 695 e 715. Apesar de promoverem raides no Oriente, como o de 709 contra o Egito, em que capturaram o almirante local, estavam cientes de que estava iminente um massacre em larga escala: enquanto o califa Ualide I (r. 705–715) aprontava as suas forças para novo assalto a Constantinopla, Anastácio II (r. 713–715) preparava a defesa da capital, chegando a lançar um ataque preemptivo contra os preparativos navais muçulmanos, embora viesse a fracassar. Anastácio foi destronado por Teodósio III (r. 715–717), que por sua vez seria destronado por Leão III, o Isauro, numa altura em que o exército muçulmano avançava rapidamente através da Anatólia. Foi Leão III quem enfrentou o segundo e último cerco árabe de Constantinopla. O fogo grego foi novamente determinante na defesa bizantina, devastando a frota árabe. As tropas terrestres foram esgotadas por um inverno especialmente rigoroso, durante o qual sofreram um ataque dos búlgaros pela retaguarda, que acorreram em socorro dos sitiados.
No rescaldo do cerco, o que restava da frota árabe em retirada foi dizimado por uma tempestade. As tropas bizantinas lançaram uma contraofensiva durante a qual uma frota naval saqueou Laodiceia, na costa síria, e um exército expulsou os Árabes da Ásia Menor. Nas três décadas seguintes, a guerra naval envolveu raides constantes dos dois lados, com os Bizantinos a atacarem repetidamente bases navais muçulmanas na Síria (Lataquia) e no Egito (Damieta e Ténis). Em 727, uma revolta das frotas dos temas, em grande parte motivada pelo descontentamento contra a Iconoclastia do imperador, seria contida pela frota imperial através do uso de fogo grego. Apesar das perdas que esta revolta acarretou, em 793 foram enviados cerca de 390 navios para atacar Damieta. Em 747, e pela primeira vez apoiados por navios das cidades-Estado italianas, os Bizantinos infligiram uma vitória decisiva sobre as frotas combinadas da Síria e de Alexandria ao largo do Chipre, quebrando o poderio naval do Califado Omíada.
A seguir à vitória no Chipre, os Bizantinos destruíram as flotilhas muçulmanas do Norte de África e impuseram severas limitações aos mercadores muçulmanos. O domínio do Império Bizantino sobre as grandes rotas comerciais estrangulou o comércio marítimo muçulmano. Com o colapso do estado omíada ocorrido pouco depois, em 750, e a crescente fragmentação do mundo muçulmano, a marinha bizantina tornou-se a única força naval organizada no Mediterrâneo. Assim, a última metade do século VIII corresponde ao segundo período de incontestada superioridade naval bizantina. Durante esse período, estar de vigia nas costas da Síria, de guarda contra raides da frota bizantina, era considerado pelos muçulmanos um ato mais devoto do que uma noite de orações na Caaba, em Meca.
O domínio militar do Mediterrâneo e a relativa ausência de confrontos possibilitou a Constantino V Coprónimo (r. 741–775) deslocar parte da frota mediterrânica para o mar Negro, durante as campanhas contra os Búlgaros na década de 760. Em 763, uma frota de 800 navios carregada com 9 600 cavaleiros e alguma força de infantaria navegou rumo a Anquíalo, onde obteve uma significativa vitória, embora uma segunda frota em 766, alegadamente de 2 600 navios, se tenha afundado. No entanto, afastada a ameaça árabe e sendo os temas na sua maioria apoiantes da Iconodulia e resolutamente opositores das políticas imperiais iconoclastas, o poderio naval bizantino entrou numa fase de declínio durante a dinastia isaura, tendo os imperadores reduzido o tamanho da marinha e despromovido os temas navais.

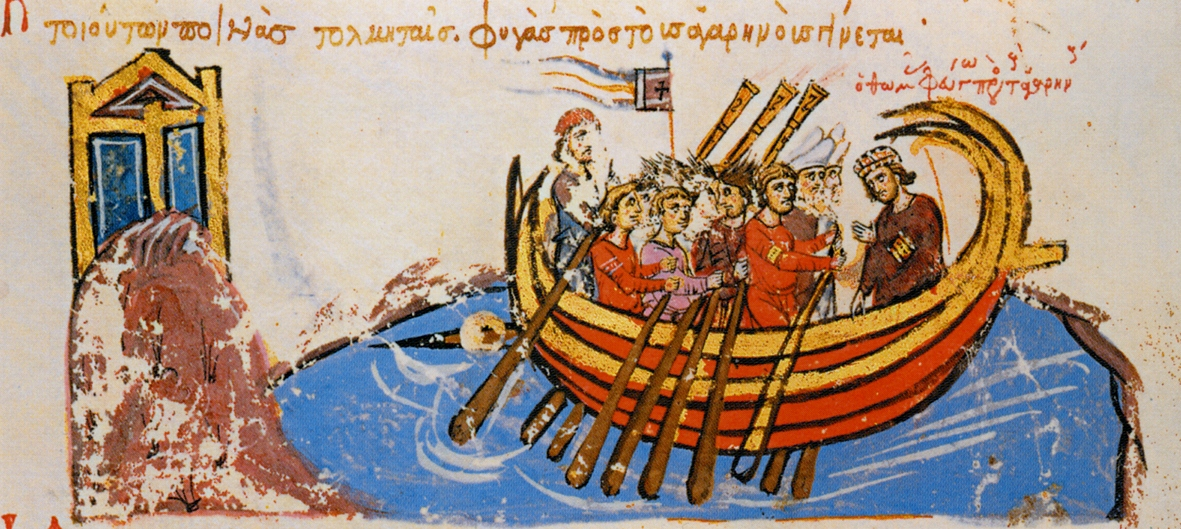
A suposta fuga do almirante para junto dos árabes. Iluminura do Escilitzes de Madrid

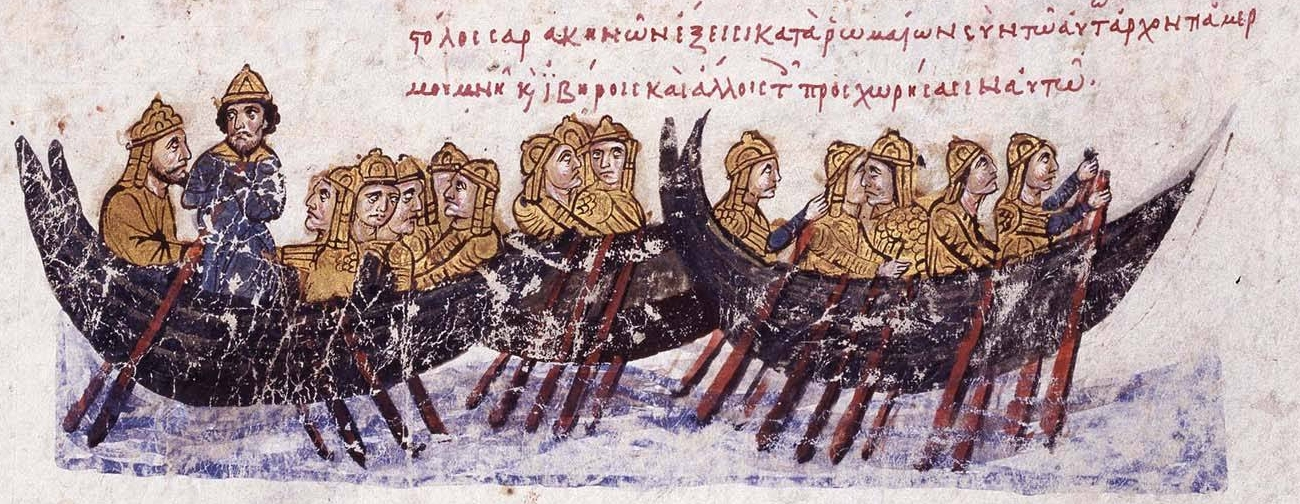
Frota de piratas sarracenos navegando para Creta na década de 820. Iluminura do Escilitzes de Madrid

#### Poderio muçulmano renovado
A supremacia naval bizantina durou até ao início do século IX, momento em que uma sucessão de desastres frente às frotas muçulmanas ressurgentes inaugura uma era de supremacia naval muçulmana. Ainda em 790, os Bizantinos sofreram uma pesada derrota no golfo de Antália, e durante o reino de Harune Arraxide (r. 786–809) recomeçaram os raides contra o Chipre e Creta. À volta do Mediterrâneo formavam-se novas potências, com destaque para o Império Carolíngio. Em 803, o tratado Paz de Nicéforo reconheceu a independência de facto da Veneza em relação ao Império Bizantino, a qual saiu ainda mais reforçada depois da repulsa de um ataque bizantino em 809. Ao mesmo tempo, na Ifríquia, era fundada a nova dinastia aglábida, que imediatamente se envolveu em raides por todo o Mediterrâneo Central.
Por outro lado, os Bizantinos encontravam-se enfraquecidos por uma série de derrotas catastróficas frente aos Búlgaros, a que se seguiu, em 820, a Revolta de Tomás, o Eslavo, que obteve apoio de parte considerável das forças armadas, incluindo as armadas dos temas. Apesar de ser esmagada, a revolta esgotou severamente as defesas do Império. Como consequência, entre 824 e 827 Creta caiu nas mãos de um bando de exilados muçulmanos do Alandalus. Nos anos seguintes, os Bizantinos tentaram por três vezes, sem sucesso, recuperar o domínio sobre a ilha. Creta tornou-se a base à atividade de piratas no Egeu, afetando radicalmente o equilíbrio de poder na região. Apesar dos bizantinos terem obtido algumas vitórias sobre os corsários cretenses e de Damieta ter sido arrasada em 853 por uma frota de 85 navios bizantinos,| o poderio naval árabe no Levante estava a reganhar força sob o governo dos Abássidas. Os Bizantinos fazem novas tentativas de retomar o controlo da ilha em 843 e 866, embora mais uma vez goradas.

Durante esse tempo [...] os muçulmanos tomaram o controlo sobre todo o Mediterrâneo. O seu poder e domínio sobre ele era vasto. As nações cristãs nada podiam fazer contra as frotas muçulmanas em todo o Mediterrâneo.”

— ibne Caldune, Muqaddimah, III.32
A situação no Ocidente era ainda mais dramática. Em 827 os Aglábidas iniciaram uma lenta conquista da Sicília, ajudados pela deserção do comandante bizantino Eufémio e da frota do tema da ilha, o que representou um severo golpe na unanimidade do Império. Em 838, os muçulmanos desembarcaram na Itália continental, tomando Tarento e Brindisi, a que se seguiu Bari. As operações militares venezianas contra os invasores fracassaram e na década de 840 os raides fustigaram livremente Itália e o Adriático, chegando a atacar Roma em 846. Os ataques dos Lombardos e do Sacro Imperador Romano-Germânico Lotário I (r. 817–855) também não conseguiram expulsar os muçulmanos de Itália, ao mesmo tempo que duas expedições bizantinas em larga escala para recuperar a Sicília sofreram pesadas derrotas em 840 e 859. Em 850, as frotas muçulmanas, aliadas a numerosos combatentes gazis independentes, tinham-se tornado a maior potência do Mediterrâneo, colocando na defensiva Bizantinos e Cristãos em geral. No mesmo período, quando um Império Bizantino fustigado se defendia contra inimigos em todas as frentes, emergiu uma nova ameaça imprevista: os Rus' iniciam as suas pretensões expansionistas, com um raide contra a Paflagónia na década de 830, a que se seguiu uma expedição em larga escala em 860.

### Reconquista bizantina: a era da dinastia macedónica
Durante o final do século IX e ao longo do século X, enquanto o Califado se fraturava em estados mais pequenos e o poderio árabe enfraquecia, os Bizantinos empreenderam uma série de campanhas vitoriosas contra eles. Esta "reconquista bizantina" foi supervisionada pelos soberanos competentes da dinastia macedónica (867–1056) e marcou o zénite do estado bizantino.

#### Reinado de BasílioI

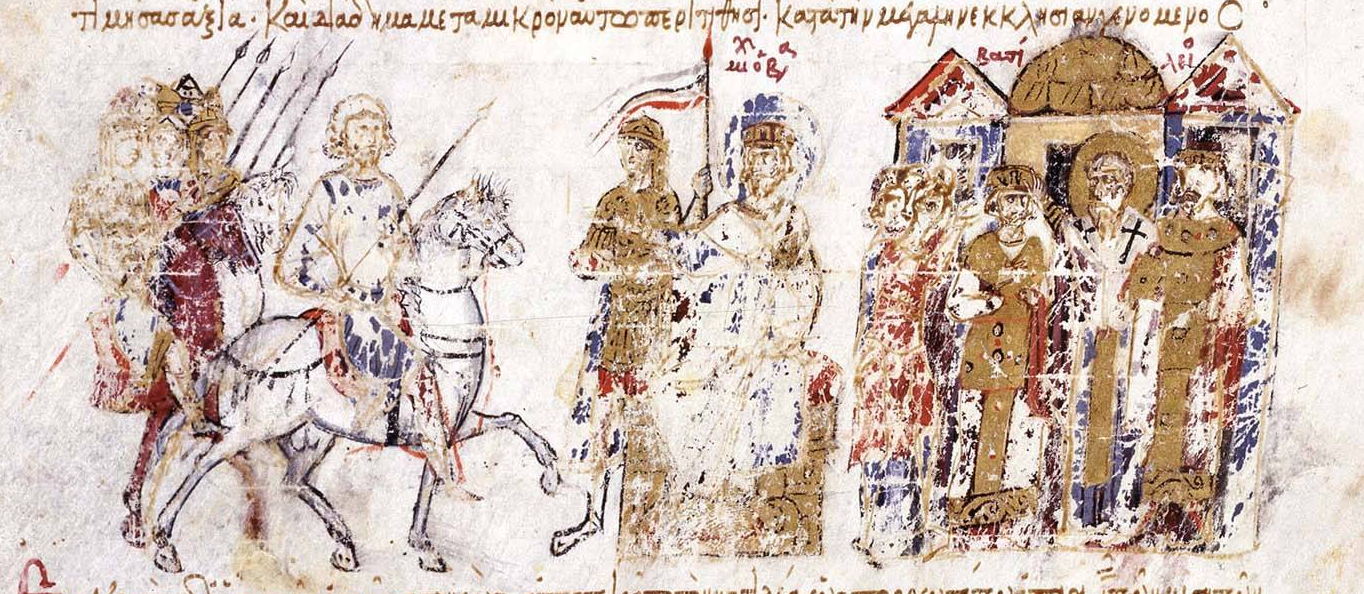
coroa coimperador

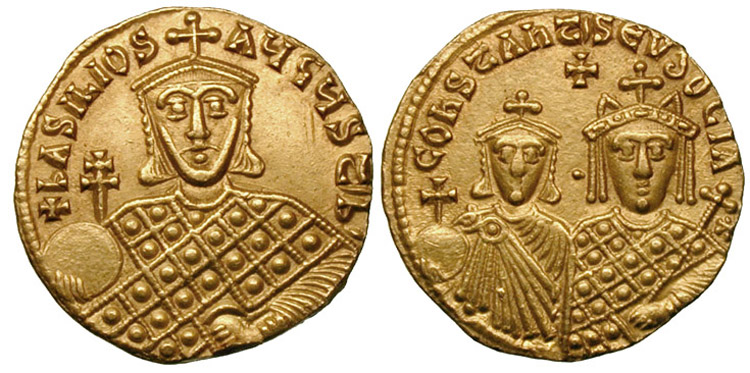
Soldo com Basílio I, sua esposa Eudócia e seu filho Constantino. O patrocínio da marinha por Basílio resultou em vários vitórias e foi lembrado por muito tempo pelos marinheiros, criando laços de lealdade com sua dinastia, sentidos até o reinado de seu neto, r..

A ascensão ao trono de Basílio I, o Macedônio (r. 867–886) anunciou o reflorescimento bizantino, com a adoção duma política externa agressiva. Continuando as políticas do seu predecessor Miguel III, o Ébrio (r. 842–867), deu muita atenção ao desenvolvimento da marinha, o que esteve na base de sucessivas vitórias que se seguiram. Em 868, uma frota comandada pelo drungário da frota (droungarios tou plōïmou) Nicetas Orifa aliviou Ragusa, na Dalmácia, dum cerco árabe e restabeleceu a presença bizantina na área. Alguns anos depois, os bizantinos infligiram duas pesadas derrotas aos piratas cretenses em Cárdia e no golfo de Corinto, tomando temporariamente o controlo do Egeu. O Chipre foi também recuperado temporariamente e Bari foi ocupada. Porém, ao mesmo tempo, a presença muçulmana na Cilícia foi fortalecida e Tarso tornou-se uma base importante para ataques terrestres e marítimos contra o território bizantino, especialmente durante o governo do famigerado emir Iazamane Alcadim (r. 882–891), apesar da pesada derrota de um de seus raides diante de Euripo.
A ocidente, os muçulmanos continuaram a fazer avanços constantes, pois as tropas bizantinas locais revelavam-se inadequadas: o Império foi forçado a confiar na ajuda dos seus súbditos nominais italianos, e teve que recorrer à transferência de frotas orientais para Itália para conseguir alguns progressos. Após a queda de Ena em 855, as possessões bizantinas na Sicília ficaram confinadas à costa oriental daquela ilha, e encontraram-se sob pressão crescente. Uma expedição de auxílio enviada em 868 pouco adiantou — Siracusa voltou a ser atacada em 869 e em 870 Malta foi tomada pelos Aglábidas. Corsários muçulmanos fizeram raides no Adriático e embora tenham sido expulsos da Apúlia, no início da década de 880 estabeleceram bases ao longo da costa ocidental italiana, de onde só seriam completamente desalojados em 915.
Em 878, Siracusa, o principal reduto bizantino na Sicília, foi novamente atacada e caiu, em grande parte devido à frota imperial bizantina estar ocupada a transportar mármore para a construção da Igreja Nova, a nova igreja de Basílio. Em 880, o sucessor de Orifa, o drungário Nasar obteve uma vitória significativa num batalha noturna com os aglábidas que andavam a atacar as ilhas Jónicas. Seguidamente atacou a Sicília, reunindo um butim considerável, antes de derrotar outra frota muçulmana ao largo de Punta Stilo. Enquanto isso, outra esquadra bizantina obteve uma vitória significativa em Nápoles. Estes êxitos possibilitaram aos Bizantinos levarem a cabo uma breve contraofensiva no Ocidente nas décadas de 870 e 880, sob o comando de Nicéforo Focas, o Velho, expandindo a presença bizantina na Apúlia e na Calábria, e formando o tema (província) da Longobárdia, que depois evoluiria para o Catapanato de Itália. Contudo, uma pesada derrota ao largo de Milazo em 888, assinalou o virtual desaparecimento de qualquer atividade naval de monta nos mares em volta de Itália durante o século seguinte.

#### Raides árabes durante o reinado de LeãoVI

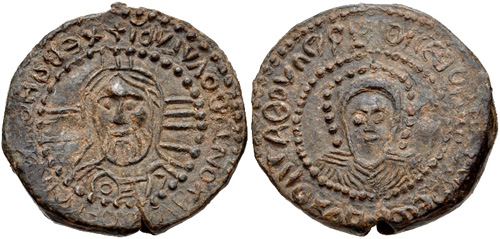
Selo do cã r.

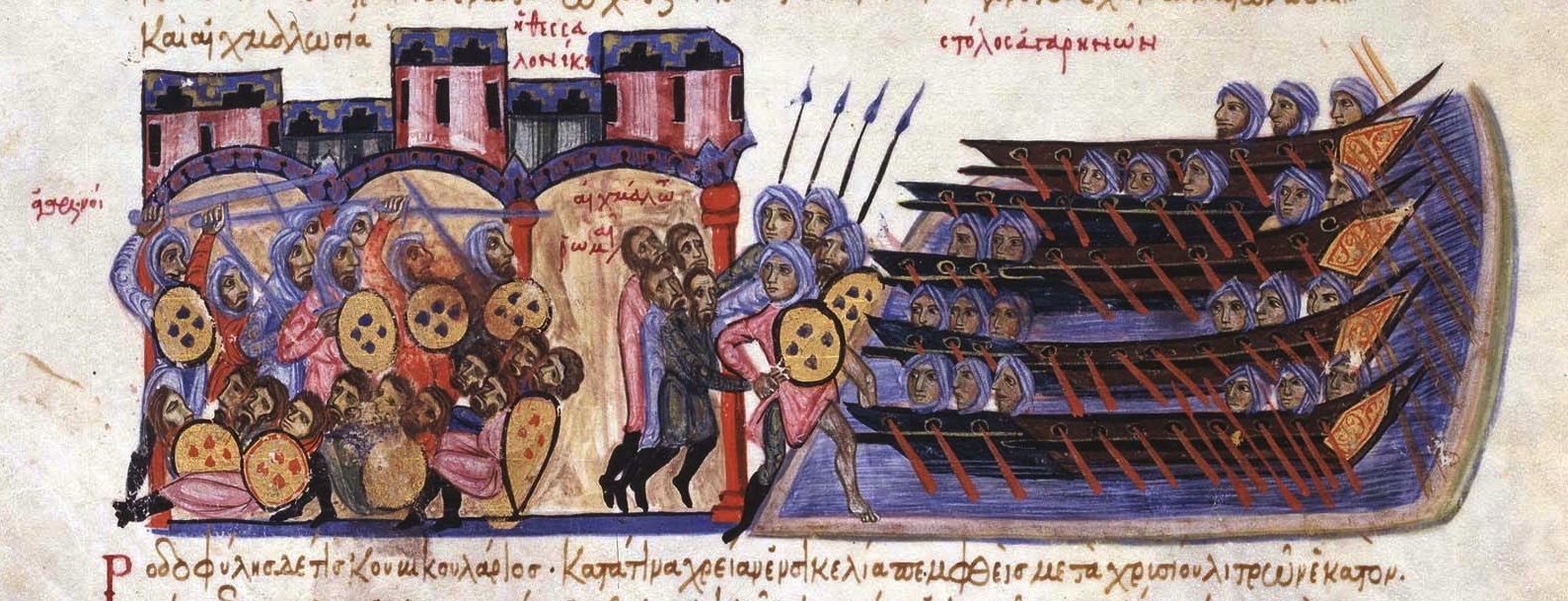
Saque de Salonica pelos árabes liderados por Leão de Trípoli em julho de 904. Iluminura do Escilitzes de Madrid

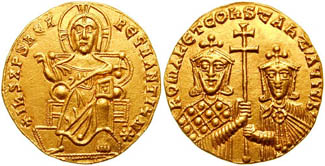
Soldo de r. e r.

Apesar dos êxitos durante o reinado de Basílio, no reinado do seu sucessor Leão VI, o Sábio (r. 886–912), o império voltou a enfrentar sérias ameaças. No norte, estalou uma guerra contra o cã Simão I (r. 893–927) e parte da armada imperial foi usada em 895 para transportar um exército de magiares ao longo do rio Danúbio para atacar a Bulgária. Durante a guerra com os búlgaros registaram-se várias derrotas dispendiosas, ao mesmo tempo que a ameaça naval árabe recrudescia novamente para níveis muito elevados, com sucessivos raides devastando as costas do coração naval do Império Bizantino, o mar Egeu. Em 891 ou 893, a frota árabe saqueou a ilha de Samos e capturou como prisioneiro o estratego local e em 898 o almirante eunuco Ragibe capturou 3 000 marinheiros do Tema Cibirreota. Estas perdas despojaram as defesas bizantinas, abrindo o Egeu a raides das frotas sírias. O primeiro grande ataque chegou em 901, quando o renegado Damião de Tarso saqueou Demétrias e no ano seguinte Taormina, o último posto militar avançado do Império na Sicília, foi tomada pelos muçulmanos.
O maior desastre deu-se em 904, quando outro renegado, Leão de Trípoli, fez vários raides no Egeu, chegando a penetrar nos Dardanelos, na rota marítima para Constantinopla, antes de prosseguir para saquear a segunda cidade imperial, Salonica, tudo isto perante a passividade da marinha bizantina devida à superioridade numérica das forças árabes. Além disso, os ataques dos corsários de cretenses atingiram tal intensidade que no final do reinado de Leão grande parte das ilhas do sul do Egeu foram abandonadas ou forçadas a aceitar o controlo muçulmano ou a pagar tributo aos piratas. Não é por isso surpreendente que no manual de guerra naval (Naumachica) do tempo de Leão prevaleça uma mentalidade cautelosa e defensiva.
O almirante mais notável deste período foi Himério, o logóteta do dromo. Nomeado almirante em 904, não foi capaz de prevenir o saque de Salonica, mas obteve uma primeira vitória em 905 ou 906, e em 910 comandou um ataque com êxito a Laodiceia da Síria (Lataquia). A cidade foi saqueada e os seus arredores devastados, sem que se perdesse um só navio. Porém, um ano depois, uma enorme expedição comandada por Himério, com 112 drómones, 75 pânfilos e 43 000, enviada para atacar o Emirado de Creta, não só não conseguiu tomar a ilha, como na viagem de regresso caiu numa emboscada e foi completamente destruída por Leão de Trípoli ao largo de Quios, em outubro de 912.
A sorte dos Bizantinos começou a mudar novamente a seu favor depois de 920. Por coincidência, esse ano testemunhou a ascensão de um almirante ao trono imperial, Romano I Lecapeno (r. 920–944). Foi a segunda vez e última vez que tal aconteceu (o primeiro almirante a tornar-se imperador foi Tibério Apsímaro [r. 698–705]). Finalmente, em 923, a derrota decisiva de Leão de Trípoli ao largo de Lemnos, juntamente com a morte de Damião de Tarso durante um cerco a uma fortaleza bizantina no ano seguinte, marcou o início dum novo ressurgimento bizantino.

#### Recuperação de Creta e do norte do Levante

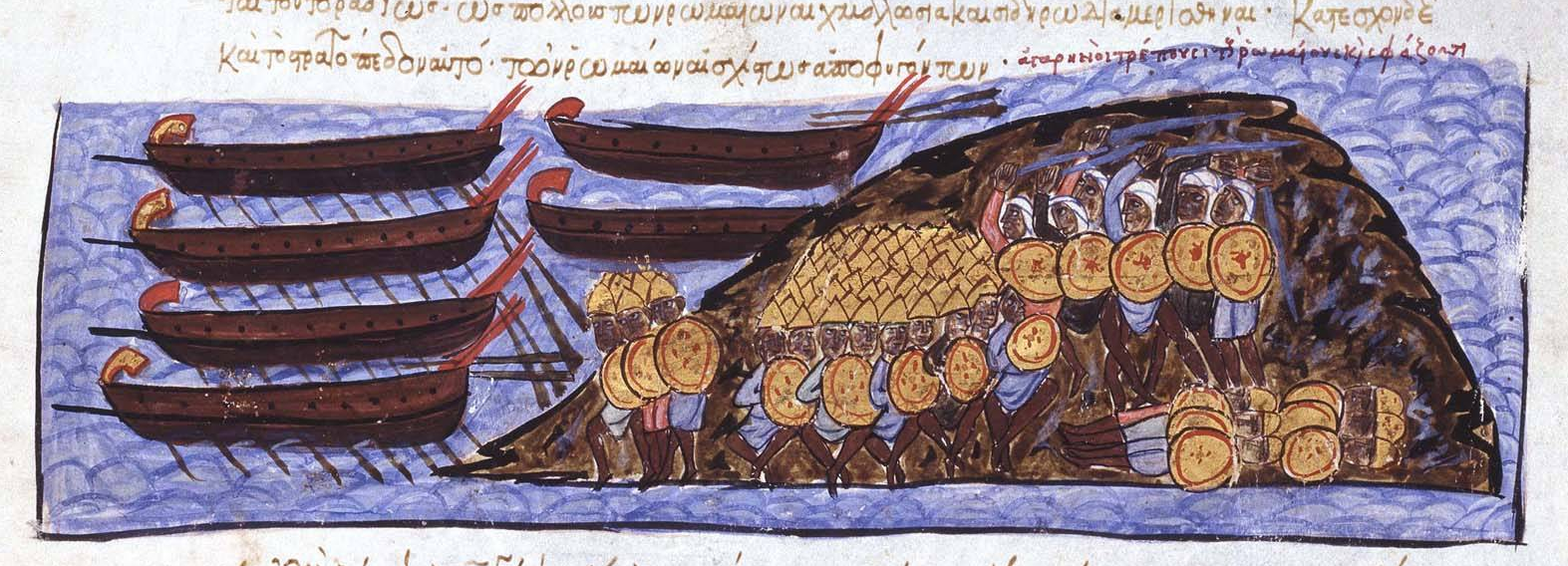
Sarracenos de Creta derrotam os bizantinos. Iluminura do Escilitzes de Madri

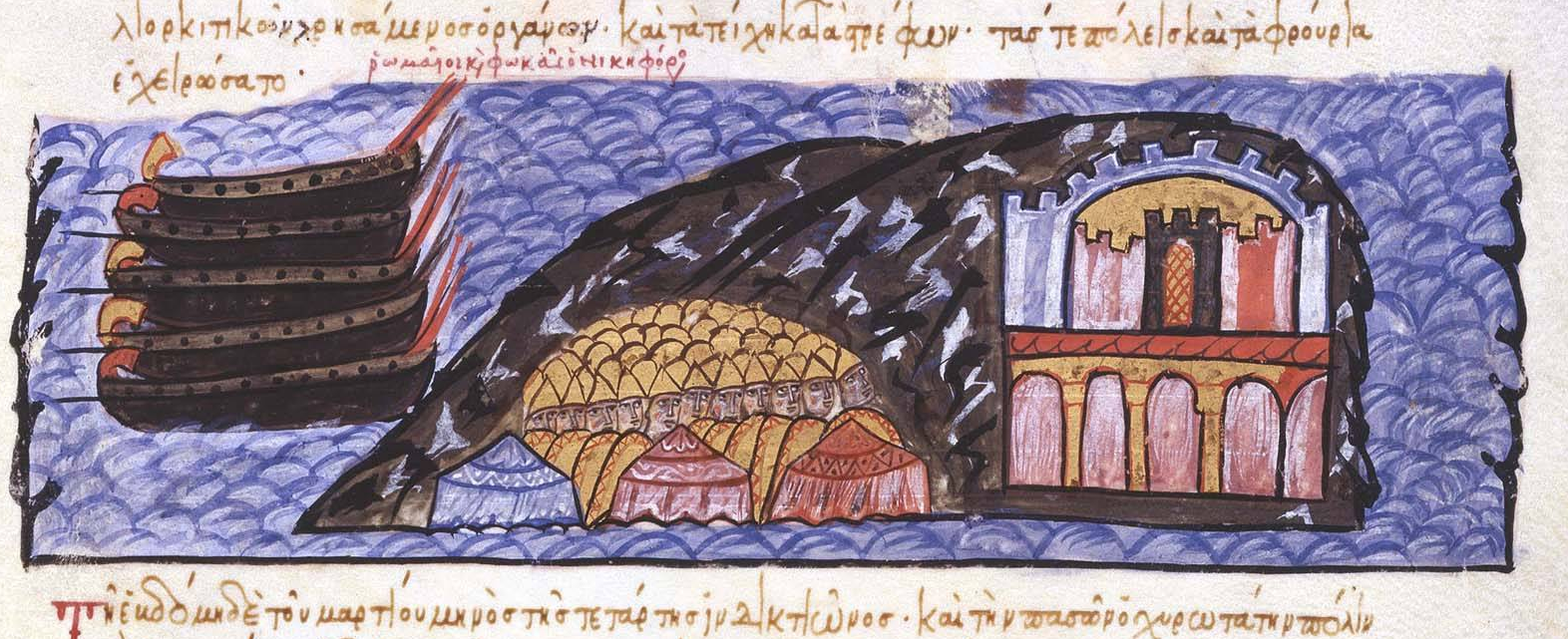
Cerco de Chandax, principal praça-forte muçulmana em Creta. Iluminura no Escilitzes de Madri. Focas liderou enorme operação anfíbia que recuperou a ilha ao império e livrou o Egeu da ameaça dos piratas

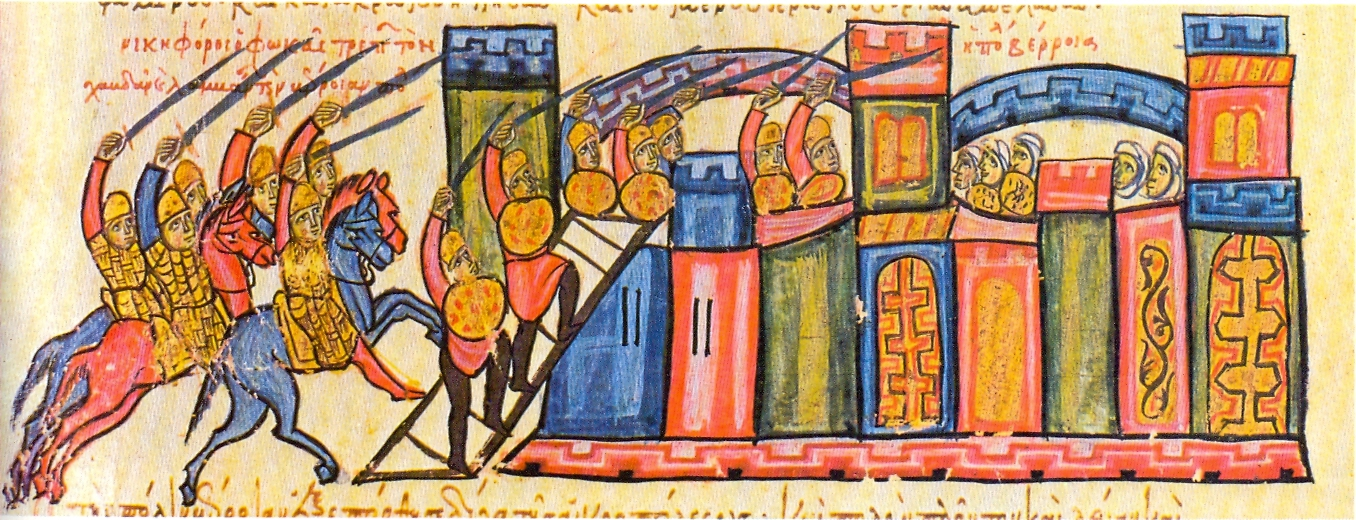
Conquista de Alepo por Focas em 962. Iluminura do Escilitzes de Madri

O poderio crescente do império foi demonstrado em 942, quando Lecapeno enviou uma esquadra ao mar Tirreno. Usando fogo grego, destruiu uma frota de corsários muçulmanos de Fraxineto. Contudo, em 949, outra expedição de cerca de 100 navios, ordenada por Constantino VII (r. 913–959), saldou-se em desastre em Creta, devido a incompetência do seu comandante, Gongila. Em 951-952, uma nova ofensiva em Itália foi derrotada pelos Fatímidas, mas outra expedição em 956 e a perda de uma frota da Ifríquia numa tempestade em 958 estabilizaram a situação na península. Em 962, os Fatímidas lançaram assalto contra as fortalezas bizantinas remanescentes na Sicília; Taormina caiu no Natal de 962 e Rameta foi sitiada. Em resposta, uma grande expedição bizantina foi lançada em 964 mas terminou em desastre. Os Fatímidas derrotaram o exército bizantino diante de Rameta e aniquilaram a frota na Batalha do Estreito, recorrendo ao uso de mergulhadores com dispositivos incendiários. Ao focarem sua atenção noutros lugares, ambas as potências concluíram uma trégua em 967, o que refreou a atividade naval bizantina no Ocidente: os mares da Itália foram deixados às forças bizantinas locais e aos vários Estados italianos até depois de 1025, quando o Império Bizantino interveio novamente de forma ativa no sul da Itália e Sicília.
A Oriente, o estratego Basílio Hexamilita infligiu pesada derrota à frota de Tarso em 956, abrindo caminho para nova grande expedição recuperar Creta. O comando dessa expedição foi entregue a Nicéforo Focas (futuro Nicéforo II), que em 960 zarpou com armada de 100 drómones, 200 quelândios e 308 navios de transporte, transportando uma força que totalizava 200 000 homens, para subjugar a ilha. A conquista de Creta livrou o Egeu, a principal zona naval bizantina, a ameaça direta; as operações subsequentes de Focas conduziram à reconquista da Cilícia (em 963), do Chipre (em 968), e da costa norte da Síria (em 969).
Essas conquistas eliminaram a ameaça das até então poderosas frotas muçulmanas sírias, restabelecendo de forma efetiva o domínio bizantino no Mediterrâneo Oriental, de modo que Focas pudesse vangloriar-se a Liuprando de Cremona afirmando «Eu sozinho mando no mar». No final da década de 990 verificaram-se alguns raides e confrontos navais com os Fatímidas, mas pouco depois foram estabelecidas relações pacíficas, e o Mediterrâneo Oriental permaneceu relativamente calmo nas décadas seguintes. No mesmo período, a frota bizantina esteve também ativa no mar Negro. Uma frota Rus' que ameaçou Constantinopla em 941 foi destruída por 15 navios velhos reunidos à pressa e equipados com fogo grego. A marinha teve igualmente um papel importante na guerra rus'-bizantina de 970-971, quando João I Tzimisces (r. 969–976) enviou 300 navios para bloquear os russos de Quieve e impedi-los de retirarem pelo Danúbio.

### Era dos Comnemos

#### Declínio durante oséculo XI

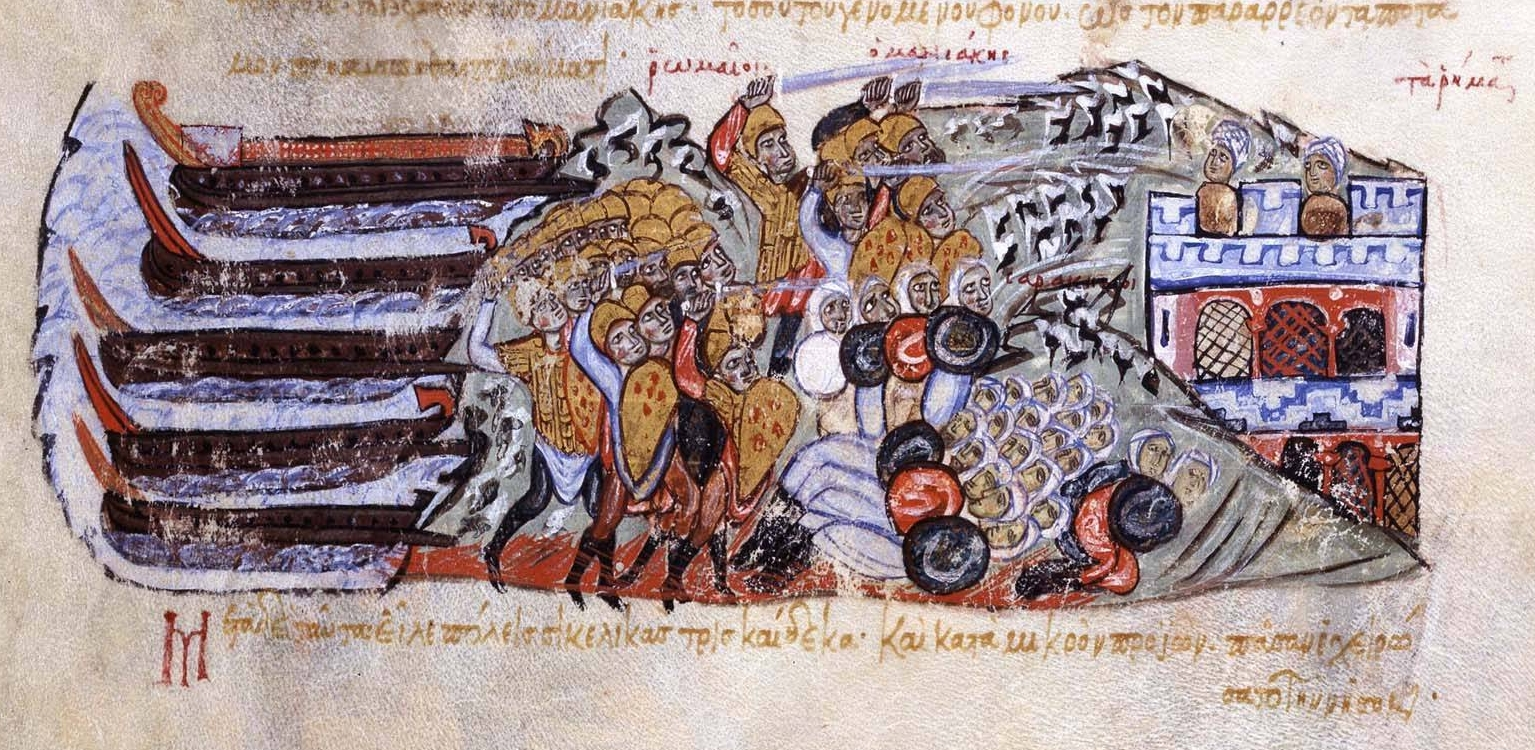
Bizantinos sob Jorge Maniaces desembarcam na Sicília e derrotam os Árabes no final da década de 1030. Iluminura do Escilitzes de Madri

Ao longo da maior parte do século XI, a marinha bizantina enfrentou novos desafios. A ameaça muçulmana tinha recuado, com as suas marinhas a declinarem, e as relações entre o Império e as potências muçulmanas, especialmente com os Fatímidas, foram em grande medida pacíficas. O último raide árabe contra os bizantinos registou-se em 1035, nas Cíclades, e foi derrotado no ano seguinte.
Outro ataque Rus' em 1043 foi rechaçado com facilidade, e com a exceção duma breve tentativa para reconquistar a Sicília sob o comando de Jorge Maniaces iniciada em 1038, não ocorreu nenhuma expedição naval de importante. Inevitavelmente, este longo período de paz e prosperidade levou à complacência e à negligências dos militares. Ainda durante o reinado de Basílio II Bulgaróctono (r. 976–1025), a defesa do Adriático foi confiada aos venezianos. Sob Constantino IX (r. 1042–1055), o exército e a marinha foram reduzidos, à medida que cada vez mais se permitiu que pagamentos em dinheiro substituíssem o serviço militar, o que originou uma dependência crescente de mercenários estrangeiros. As grandes frotas dos temas navais foram substituídas por esquadras mais pequenas sujeitas a comandantes locais e mais vocacionadas para a supressão da pirataria do que para confrontar um inimigo naval poderoso.

“Esforçai-vos sempre por ter a frota nas melhores condições e que nada lhe falte. Pois a frota é a glória da România. [...] O drungário e o protonotário da frota devem [...] investigar com rigor a menor coisa que é feita à frota. Pois quando a frota é reduzida a nada, vós sereis derrubado e caireis.”

— Admoestações ao imperador, no Strategikon de Cecaumeno.
No último quartel do século XI, a marinha bizantina era uma sombra do que tinha sido no passado, tendo declinado por negligência, incompetência dos seus oficiais e falta de fundos. Circa 1078, Cecaumeno lamentava que «a pretexto de patrulhas razoáveis, [os navios bizantinos] não fazem mais que transportar trigo, cevada, legumes secos, queijo, vinho, carne, azeite, muito dinheiro, e nada mais» das ilhas e costas do Egeu, enquanto «fogem [do inimigo] antes que eles sequer os avistem, e tornando-se assim um embaraço para os romanos» Quando Cecaumeno escreveu isso, tinham surgido novos e poderosos adversários. No Ocidente, os Normandos, que tinham expulsado os Bizantinos do sul de Itália e tinham conquistado a Sicília, onde fundaram um reino independente, estavam agora de olho nas costas bizantinas do Adriático e mais além.
No Oriente, a desastrosa derrota na Batalha de Manzicerta, em 1071, tinha resultado na perda da Ásia Menor, o coração militar e económico do Império, para os turcos seljúcidas, que em 1081 já tinham estabelecido a sua capital em Niceia, a apenas 160 km por terra a sudeste de Constantinopla. Pouco depois surgiram no Egeu mais piratas, tanto Turcos como Cristãos. As frotas dos temas, que outrora tinham policiado os mares, encontravam-se então tão enfraquecidas pela negligência e as sucessivas guerras civis que eram impotentes para responder eficazmente.

#### Tentativas de recuperação sob Aleixo I e João II

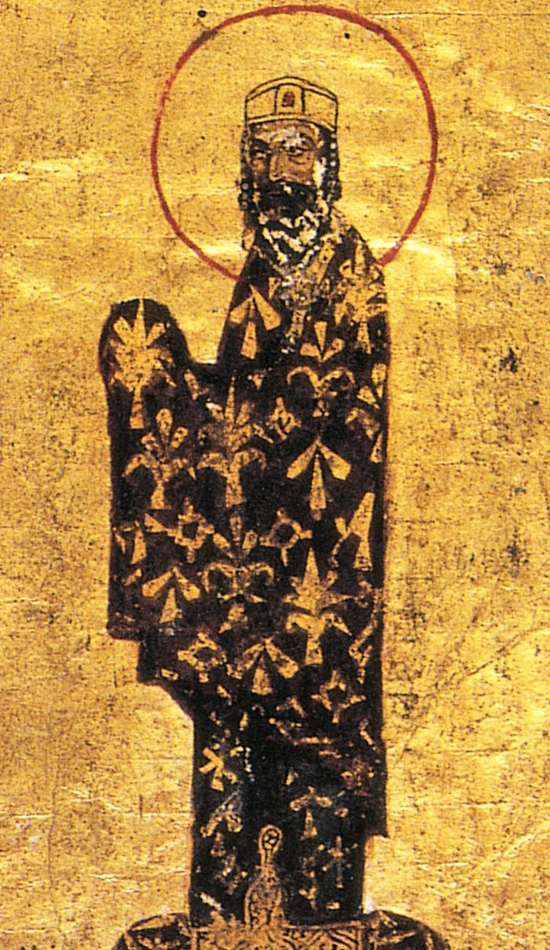
Iluminura retratando

O estado lastimoso da marinha bizantina teve consequências calamitosas. A invasão normanda a leste de Itália não pôde ser contida e os Normandos cercaram Corfu, desembarcaram sem oposição no Epiro e cercaram Dirráquio em 1081, dando início a uma década de guerra que consumiu os escassos recursos do Império. O novo imperador Aleixo I Comneno (r. 1081–1118) foi forçado a pedir ajuda aos Venezianos, que na década de 1070 já tinham assegurado o seu controlo no Adriático e na Dalmácia contra os Normandos. Em 1082, em troca da sua ajuda, Aleixo concedeu importantes concessões mercantis aos venezianos. Este tratado e subsequentes extensões de privilégios praticamente tornaram os Bizantinos reféns dos Venezianos (e posteriormente também dos Genoveses e Pisanos). O historiador John Birkenmeier salienta que:
| “ | A falta de uma marinha de Bizâncio [Império Bizantino] [...] significou que Veneza pôde extorquir regularmente privilégios económicos, decidir se invasores como os Normandos ou os Cruzados entravam no Império, e impedir quaisquer tentativas bizantinas para restringir as atividades comerciais ou navais venezianas. | ” |
|   | — John W. Birkenmeier. The Development of the Komnenian Army: 1081–1180. 2002.. |   |

Nos confrontos com os Normandos ao longo da década de 1080, a única força naval bizantina eficaz foi uma esquadra comandada, e possivelmente mantida, por Miguel Mauricas, um comandante naval veterano das décadas anteriores. Juntamente com os Venezianos, ele prevaleceu sobre a marinha normanda, mas em 1084, a frota conjunta foi apanhada desprevenida e derrotada ao largo de Corfu.
Aleixo percebeu a importância de ter a sua própria marinha e apesar da sua preocupação com as operações militares terrestres, tomou algumas medidas para restabelecer o poderio naval do Império. Os seus esforços valeram alguns êxitos, especialmente contra as tentativas de emires turcos como Tzacas de Esmirna para lançarem armadas no Egeu. A frota comandada por João Ducas foi subsequentemente usada para suprimir revoltas em Creta e no Chipre. Com o apoio dos Cruzados, Aleixo logrou reconquistar as costas da Anatólia Ocidental e expandir a sua influência para oriente: em 1104, uma esquadra de dez navios capturou Laodiceia e outras cidades costeiras no Levante tão distantes como Trípoli.
Quando morreu em 1118, Aleixo deixou ao seu filho e sucessor uma pequena marinha. Como o seu pai, João II Comneno (r. 1118–1143), concentrou a sua atenção no exército e em campanhas terrestres regulares, mas teve o cuidado de manter o poderio e sistema de abastecimento da marinha. Contudo, em 1122 João recusou renovar os privilégios comerciais que Aleixo tinha concedido aos Venezianos. Em retaliação, estes saquearam várias ilhas bizantinas e, com a frota bizantina incapaz de enfrentá-los, João foi forçado a renovar o tratado em 1125. Era evidente que a marinha bizantina de então não era suficientemente forte para que João confrontasse Veneza, especialmente porque os recursos do Império eram necessários para outros fins prementes. Não muito depois do incidente com os Venezianos, João II, seguindo os conselhos do seu ministro das finanças João de Putze, alegadamente cortou o financiamento à marinha e transferiu-o para o exército, passando a equipar navios somente de forma ad hoc.

#### Expedições navais de Manuel I

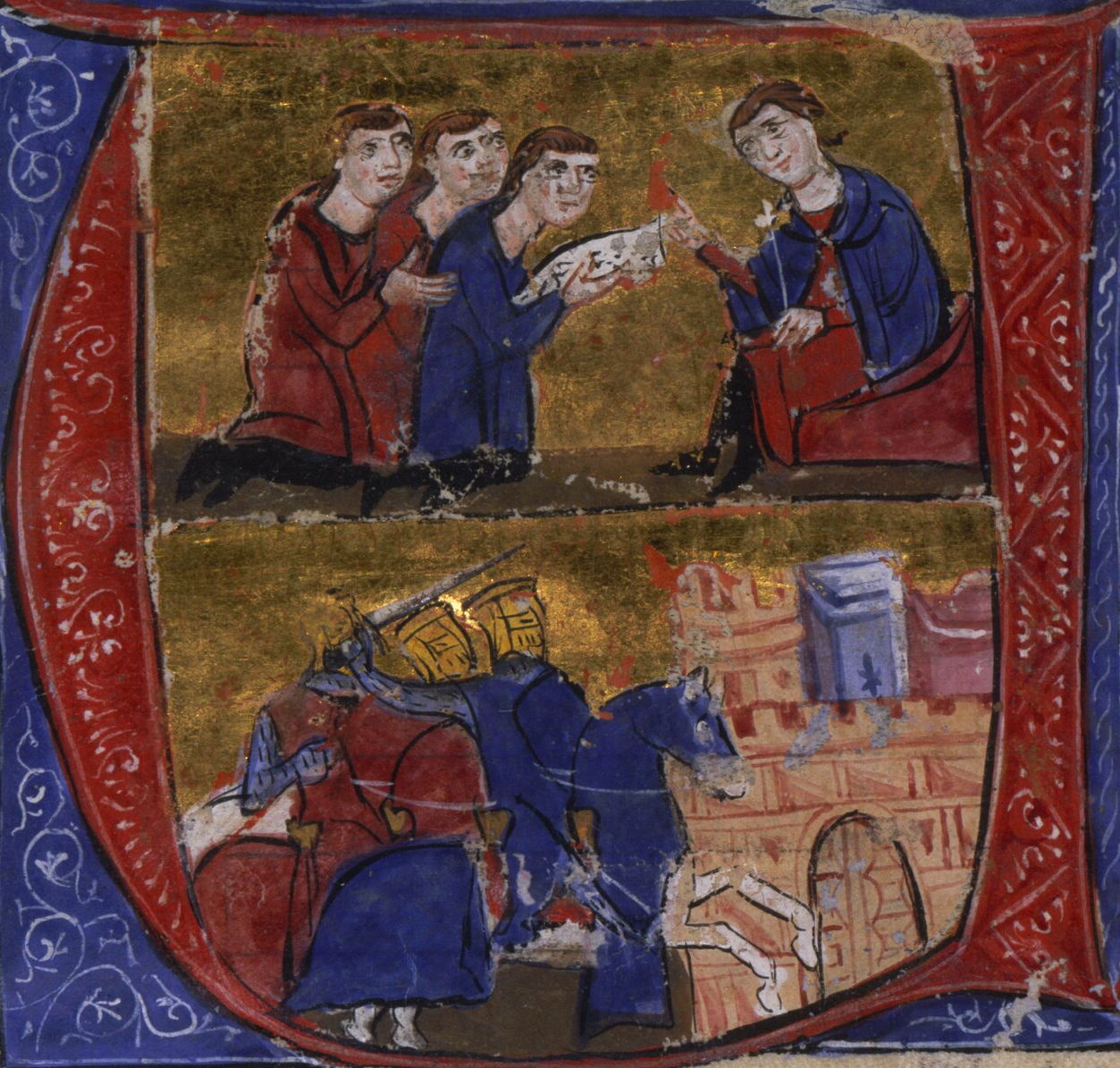
Iluminura da Historia do cronista das cruzadas Guilherme de Tiro. Em cima: recebe a embaixada de, cujas negociações resultaram no envio de uma força bizantina sob o comando de Andrónico Contostefano para invadir o Egito. Em baixo: chegada dos cruzados ao Egito

A marinha voltou a ter grande protagonismo durante o reinado do ambicioso imperador Manuel I Comneno (r. 1143–1180), que a usou extensivamente como um instrumento poderoso de política externa nas suas relações com os estados latinos e muçulmanos do Mediterrâneo Oriental. Durante os primeiros anos do seu reinado, as forças navais continuaram fracas. Em 1147, a marinha de Rogério II da Sicília comandada por Jorge de Antioquia conseguiu levar a cabo raides em Corfu, outras ilhas Jónicas e no Egeu quase sem oposição. No ano seguinte, com a ajuda de Veneza, um exército acompanhado por uma frota enorme (alegadamente 500 navios de guerra e 1 000 navios de transporte) foi enviado para recapturar Corfu e as ilhas Jónicas aos Normandos. Em retaliação, uma frota normanda de 40 navios foi até à própria Constantinopla, mostrando-se no Bósforo ao largo do Grande Palácio e atacando os seus subúrbios. Porém, no seu regresso, os navios normandos foram atacados e destruídos por uma frota bizantina ou veneziana.
Em 1155, uma esquadra bizantina de dez navios chegou a Ancona para apoiar o rebelde normando Roberto III de Loritello, dando início à última tentativa bizantina para reconquistar o sul de Itália. Apesar dos êxitos iniciais e dos reforços comandados pelo mega-duque Aleixo Comneno Briénio, a expedição acabaria por ser derrotada em 1156, tendo sido capturados quatro navios bizantinos. No entanto, em 1169 os esforços de Manuel com a marinha já mostravam sinais evidentes de terem dado frutos, pois uma frota integralmente bizantina com cerca de 150 galés, 20 grandes navios de transporte e 60 navios de transporte de cavalos, comandada pelo mega-duque Andrónico Contostefano, foi enviada com a missão de invadir o Egito em cooperação com o soberano do reino cruzado de Jerusalém. Contudo, a invasão fracassou e os bizantinos perderam metade da sua frota numa tempestade durante o regresso.
Na sequência do confisco de todos os bens venezianos no Império e da prisão dos venezianos que se encontravam em território bizantino, em março de 1171, a marinha bizantina foi suficientemente forte para deter um ataque de retaliação por parte dos Venezianos, que enviaram 120 navios para atacar Quios, que ocuparam para forçar negociações. Manuel enviou uma frota de 150 navios comandada por Contostefano com a missão de retomar a ilha, o que foi conseguido recorrendo a táticas dilatórias; enfraquecidos por doenças, os venezianos acabaram por iniciar a retirada e foram perseguidos pela frota de Contostefano. Este êxito contrastou de forma notável com a humilhação de 1125 e evidenciou uma inversão do balanço de poder entre os dois estados. Em 1177, outra frota de 70 galés e 80 navios de apoio, igualmente comandada por Contostefano, zarpou com destino ao Egito, mas voltou para trás depois de aparecer ao largo de Acre devido ao Conde da Flandres Filipe e de muitos nobres importantes de Jerusalém se recusarem a participar na campanha.

O Império Bizantino, ca. 1180

No entanto, no final do reinado de Manuel, o esgotamento provocado pelas constantes guerras em todas as frentes e pelos diversos projetos grandiosos de Manuel já era evidente: o historiador Nicetas Coniates atribuiu o aumento da pirataria nos últimos anos do reinado de Manuel ao desvio de fundos da manutenção da marinha para outras necessidades do tesouro imperial.

### Declínio

#### Dinastia dos Ângelos
Depois da morte de Manuel I em 1180 e do subsequente desaparecimento da dinastia comnena em 1185, a marinha entrou em rápida decadência. A manutenção das galés e o pagamento de tripulações competentes eram muito onerosas, e a negligência conduziu a uma rápida deterioração da frota. Já em 1182, os Bizantinos tiveram que pagar a mercenários venezianos para equipar algumas das suas galés, mas na década de 1180, como o essencial da instituição naval dos Comnenos ainda persistia, as fontes contemporâneas ainda mencionam expedições de 70 a 100 navios.

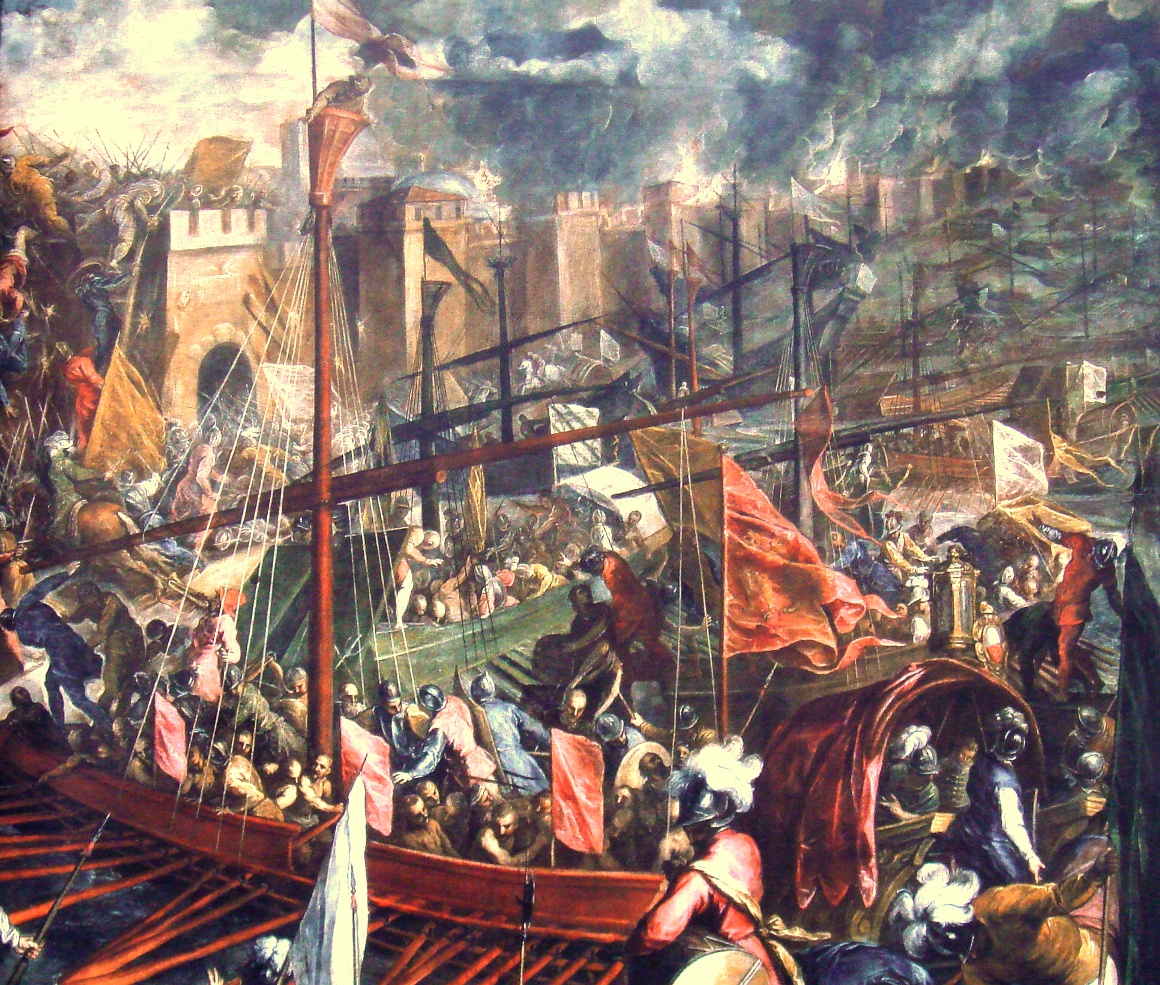
A conquista de Constantinopla pela Quarta Cruzada assinalou o triunfo do Ocidente Latino e especialmente do poder naval veneziano, sobre o debilitado Império Bizantino. Obra do pintor veneziano do século XVI Palma, o Jovem

O último imperador Comneno, Andrónico I (r. 1183–1185), ainda conseguiu reunir 100 navios de guerra em 1185 para resistir e posteriormente derrotar um frota normanda no mar de Mármara, às portas de Constantinopla. Contudo, o tratado de paz que se seguiu incluía uma cláusula que obrigava a Sicília a fornecer uma frota ao Império. Isso e um acordo semelhante feito por Isaac II Ângelo (r. 1185—1195 e 1203—1204) com Veneza no ano seguinte, no qual esta, em troca de concessões mercantis favoráveis, se comprometia a apoiar militarmente o Império disponibilizando entre 40 e 100 galés seis meses após um pedido de ajuda, é uma clara indicação que o governo bizantino estava ciente da inadequação da sua marinha. Em 1186, quando o seu irmão Aleixo III Ângelo (r. 1195–1203) se encontrava preso em Acre, Isaac II enviou 80 galés para o libertar, mas a frota foi destruída no Chipre pelo pirata normando Margarido de Brindisi. Mais tarde, no mesmo ano, outra armada bizantina de 70 navios foi enviada por Isaac II para retomar o Chipre a Isaac Ducas Comneno, a qual foi igualmente derrotada por Margarido.
O declínio acelerou-se durante 1190. Segundo Coniates, o então mega-duque Miguel Estrifno vendeu os equipamentos dos navios de guerra para seu próprio benefício, pelo que em 1196 restavam apenas cerca de 30 galés. Os Bizantinos viram-se assim impotentes perante os raides dos Genoveses, Pisanos e Venezianos, cujos navios operavam livremente no Egeu e impunham as suas condições ao Império. Durante este período, os Bizantinos confiaram parte da sua defesa a corsários contratados para combaterem por eles. Quando a Quarta Cruzada chegou a Constantinopla em 1203, alegadamente só restavam 20 navios aos Bizantinos, em tão mau estado que durante o cerco foram empregues 17, sem sucesso, como brulotes contra a frota veneziana.

#### Império de Niceia e os paleólogos
Depois da Quarta Cruzada, o Império Bizantino foi particionado entre os Cruzados e três estados sucessores gregos que foram então criados e que reclamavam para si o título imperial: o Despotado do Epiro e os impérios de Niceia e de Trebizonda. O primeiro não manteve qualquer frota, a marinha de Trebizonda era minúscula e usada principalmente para patrulhar e transportar tropas, enquanto que Niceia começou por seguir uma política de consolidação e usou a sua marinha para defesa costeira.

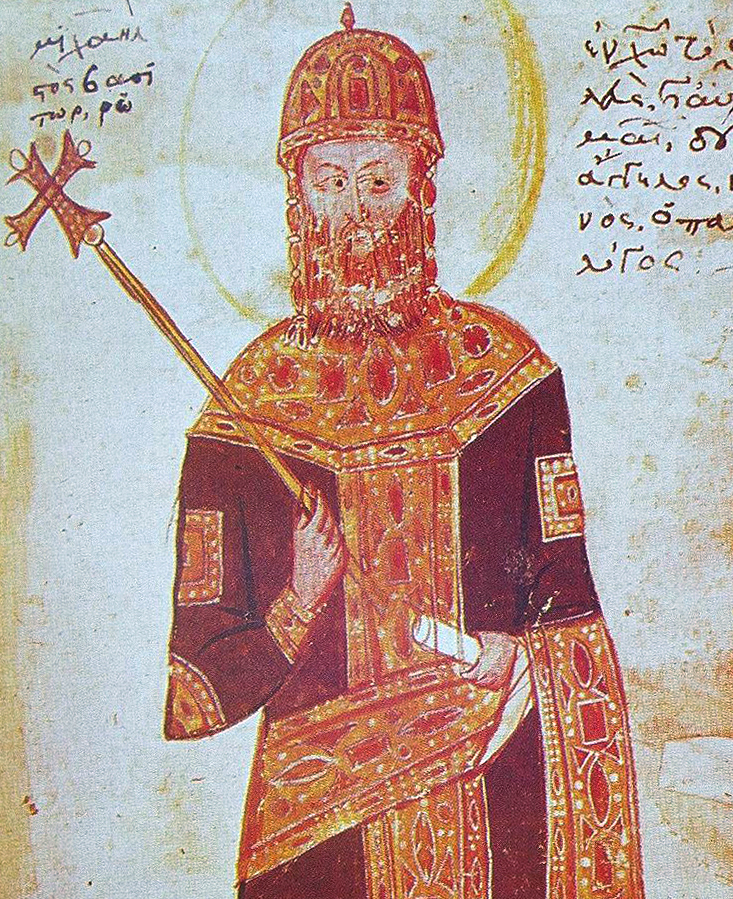
Miguel VIII Paleólogo restaurou o Império Bizantino reconquistando Constantinopla e foi responsável pelo último ressurgimento do Império Bizantino como uma potência naval importante

Durante o reinado de João III Vatatzes (r. 1222–1254) em Niceia, foi seguida uma política externa mais enérgica e em 1225 a frota imperial logrou ocupar as ilhas de Lesbos, Quios, Samos e Icária. Contudo, não estava ao nível da marinha veneziana e ao tentar bloquear Constantinopla durante o cerco levado a cabo em conjunto com tropas de João Asen II da Bulgária em 1235, a frota de Niceia foi derrotada por uma força numericamente muito inferior dos Venezianos. Numa tentativa similar ocorrida em 1241, Niceia voltou a sofrer uma derrota naval. Os esforços de Niceia durante as década de 1230 para apoiar uma rebelião popular em Creta contra Veneza tiveram um sucesso apenas parcial, com as últimas tropas bizantinas a serem forçadas a deixar a ilha em 1236. Ciente da fraqueza da sua marinha, em março de 1261 o imperador Miguel VIII Paleólogo (r. 1259–1282) assinou o Tratado de Ninfeu com a República de Génova, assegurando o apoio dos genoveses contra os venezianos no mar em troca de privilégios comerciais.
Não obstante, após a reconquista de Constantinopla alguns meses mais tarde, Miguel VIII concentrou a sua atenção na construção da sua própria marinha. No início da década de 1260, a frota bizantina ainda era fraca e ainda dependia muito do apoio genovês. Apesar disso, os aliados não tinham capacidade para confrontos diretos com Veneza, como é evidenciado pela derrota duma frota combinada bizantino-genovesa de 48 navios por uma armada veneziana muito mais pequena em 1263. Tirando partido da Guerra de São Sabas entre Veneza e Génova, em os esforços de Miguel já tinham resultado numa marinha forte com 80 navios, com vários corsários latinos a navegar com bandeira imperial. No mesmo ano, uma frota de 24 galés cercou a cidade de Oreos, em Negroponte (na ilha grega de Eubeia) e derrotou uma frota de 20 galés. Esta vitória foi a operação naval independente com êxito dos paleólogos e marcou o início duma campanha naval no Egeu que se prolongaria ao longo da década de 1270 e resultaria na na reconquista, ainda que breve, de muitas ilhas aos latinos.
Esse renascimento da marinha bizantina não duraria muito tempo. A seguir à morte de Carlos de Anjou em 1285 e o fim da ameaça de invasão vinda de Itália, o sucessor de Miguel, Andrónico II Paleólogo (r. 1282–1328) entendeu que, confiando no poderio naval dos seus aliados genoveses, podia dispensar a manutenção duma frota de guerra e livrar-se dos pesados custos que ela acarretava. Por conseguinte, Andrónico desmantelou a marinha e em sua substituição contratou 50 a 60 galés genovesas em 1291. Os cortes de Andrónico, que foram também estendidos ao exército, provocaram oposição considerável e críticas por parte de académicos e oficiais contemporâneos praticamente desde o início. As consequências não tardaram em revelar-se: durante o longo reinado de Andrónico, os Turcos tomaram gradualmente posse permanente das costas do Egeu na Anatólia, com o Império a mostrar-se incapaz de inverter essa situação, ao mesmo tempo que em 1296 e 1297 uma armada veneziana atacou Constantinopla e devastou os subúrbios sem oposição. O historiador Nicéforo Gregoras (1295–1360) comentou acerca desses eventos que «se eles [os Bizantinos] ainda possuíssem uma marinha os Latinos nunca se teriam comportado com eles desta forma presunçosa, nem os Turcos alguma vez poriam a vista em cima das areais da costa marítima egeia...»

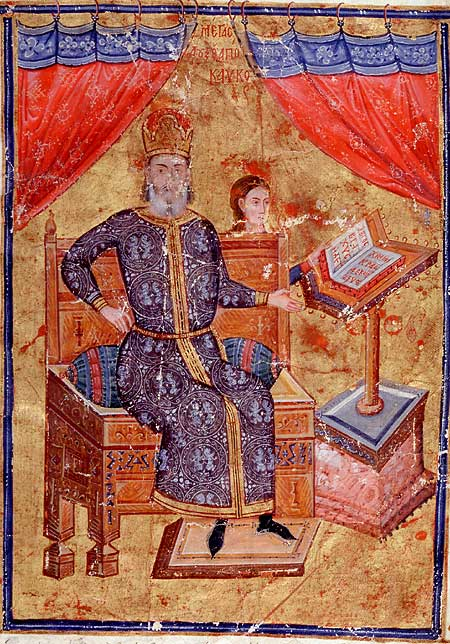
O mega-duque Aleixo Apocauco numa iluminura de meados de século XIV

Depois de 1305, o imperador tentou tardiamente reconstituir a marinha construindo 20 navios, mas este esforço de nada serviu. O seu neto e herdeiro Andrónico III Paleólogo (r. 1328–1341) tentou ativamente restituir poderio à marinha, liderando-a pessoalmente nas suas expedições contra as possessões latinas no Egeu, mas os seus esforços não lograram travar o declínio geral. Após o seu reinado, os registos raramente mencionam mais do que dez navios de guerra da marinha bizantina, apesar de ocasionalmente se terem conseguido reunir frotas de 100 a 200 navios recorrendo ao recrutamento forçado de de barcos mercantes.
A marinha esteve muito ativa durante a guerra civil de 1341–1347, durante a qual o mega-duque Aleixo Apocauco teve um papel proeminente. A seguir à guerra civil, o imperador João VI Cantacuzeno (r. 1347–1354) tentou restaurar as marinhas de guerra e mercante, com o objetivo duplo de reduzir a dependência do Império da colónia genovesa de Gálata e de defender o controlo dos Dardanelos contra a passagem dos Turcos. Para esse fim, pediu ajuda aos Venezianos, mas em março de 1349 a sua frota recém-construída de nove navios de tamanho médio e de cerca de 100 barcos mais pequenos foi apanhada numa tempestade ao largo da costa sul de Constantinopla; as tripulações inexperientes entraram em pânico e os navios afundaram-se ou foram capturados pelos Genoveses. Em 1351, Cantacuzeno participou com apenas 14 navios na guerra de Veneza e Aragão contra Génova, na qual foi rapidamente derrotado e forçado a assinar um tratado de paz muito desfavorável.
João Cantacuzeno foi o último imperador bizantino que teve meios para tentar restaurar a marinha, pois o Império, enfraquecido pelas guerras civis e perdas territoriais, entrou no declínio final. É revelador que no seu opúsculo endereçado ao déspota de Moreia Teodoro II Paleólogo o académico Gemisto Pletão aconselhe contra a manutenção duma marinha, argumentando que os recursos eram insuficientes para manter simultaneamente e de forma adequada uma marinha e um exército eficazes. Durante a breve usurpação de João VII em 1390, Manuel II Paleólogo (r. 1391–1425) conseguia reunir apenas cinco galés e quatro navios mais pequenos (incluindo alguns dos Cavaleiros de Rodes) para retomar Constantinopla e resgatar o seu pai João V (r. 1341–1376 e 1390–1391). Seis anos mais tarde, em 1397, Manuel comprometeu-se a armar dez navios para participar na Cruzada de Nicópolis. Vinte anos mais tarde, em 1417, comandou pessoalmente quatro galés e outros dois navios transportando alguma infantaria e cavalaria e impediu uma invasão da ilha de Tasos. Em 1421, dez navios de guerra bizantinos estiveram envolvidos no apoio ao pretendente otomano Mustafá contra o sultão otomano Murade II.
A última vitória naval bizantina de que há registo ocorreu em 1427, numa batalha no mar Jónico ao largo das ilhas Equinadas, na qual o imperador João VIII Paleólogo (r. 1425–1448) derrotou uma frota numericamente superior de Carlos I , conde de Cefalónia e déspota do Epiro, forçando-o a entregar aos Bizantinos todas as suas possessões na Moreia. A última aparição da marinha bizantina foi no final do cerco otomano de 1453, quando uma frota mista de navios bizantinos, venezianos e genoveses, cujo número varia entre 10 e 39 conforme as fontes, defendeu Constantinopla contra a armada otomana. O último combate naval bizantino ocorreu durante esse cerco, a 20 de abril de 1453, 39 dias antes do fim do Império, quando três galés genovesas que escoltavam um navio de transporte bizantino abriram caminho através da enorme frota de bloqueio para entrarem no Corno de Ouro.

## Organização

### Doséculo IVa meados doséculo VII

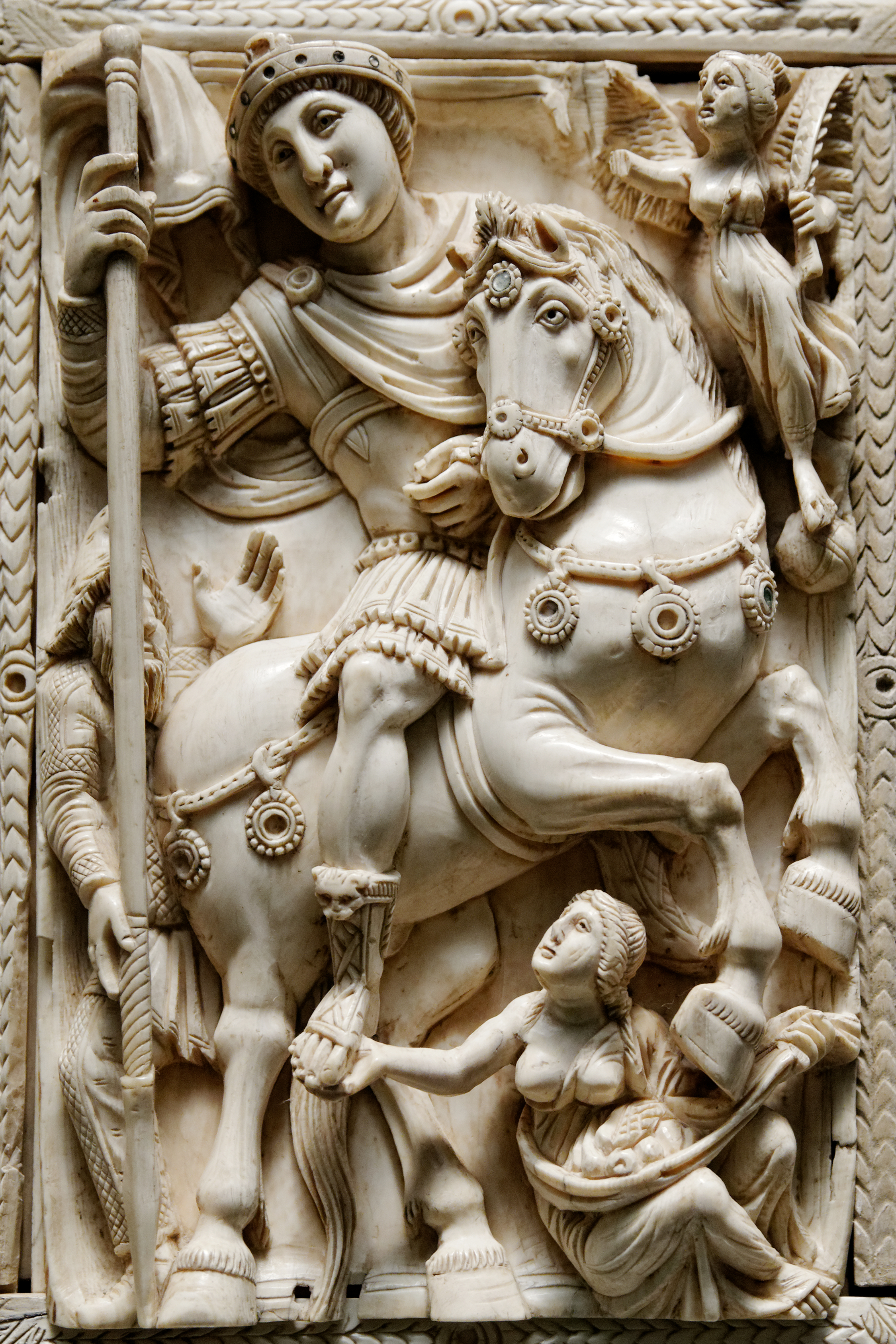
Representação dum imperador romano no Marfim Barberini (ou Díptico Barberini), possivelmente retratando ou

Pouco se sabe acerca da organização das armadas romanas do final da Antiguidade, desde a gradual divisão das grandes frotas provinciais em esquadras mais pequenas no século III até à formação duma nova marinha na sequência das conquistas muçulmanas no século VII. Apesar das provas existentes sobre atividades navais consideráveis durante esse período, os académicos do passado acreditavam que a marinha romana tinha praticamente desaparecido no século IV, mas estudos mais recentes alterou esta perspetiva, passando a considerar-se que a marinha romana foi transformada numa força essencialmente fluvial e costeira, orientada para cooperar de perto com o exército terrestre.
No reinado de Diocleciano (r. 284–305), o poderio naval teria alegadamente aumentado de 46 000 para 64 000, um número recorde de efetivos no período final da marinha romana. A frota do Danúbio (Classis Histrica), com as suas flotilhas legionárias auxiliares é referida na Notitia Dignitatum (década de 420), e a sua atividade crescente é comentada por Vegécio (século IV). No Ocidente, são mencionadas várias frotas, mas todas as antigas armadas pretorianas tinham praticamente desaparecido, e aparentemente até as armadas provinciais do Ocidente foram seriamente enfraquecidas e incapazes de responder contra qualquer ataque bárbaro significativo. No Oriente, sabe-se por fontes legais que c. 400 ainda existiam frotas da Síria e de Alexandria,. Sabe-se também que em Constantinopla esteve estacionada uma frota, possivelmente criada com o que restava das armadas pretorianas, mas a sua dimensão é desconhecida e a sua existência não é mencionada na Notitia.
As armadas usadas nas operações do século V no Mediterrâneo parecem ter sido constituídas de forma ad hoc e posteriormente desfeitas. A primeira frota bizantina permanente conhecida é do início do século VI, quando Anastácio I (r. 491–518) criou uma armada para combater a frota do rebelde Vitaliano, entre 513 e 515. Aquela frota foi mantida e durante o reinado de Justiniano I (r. 527–565) e do seu sucessor foi desenvolvida e transformada numa força profissional bem treinada. Contudo, devido à inexistência de qualquer ameaça naval, a marinha do fim do século VI era relativamente pequena, com várias flotilhas no Danúbio e duas frotas principais baseadas em Ravena e Constantinopla. É muito provável que outras flotilhas tivessem estado estacionadas nos outros dois grandes centros marítimos e comerciais: em Alexandria, providenciando escolta à frota anual de cereais para Constantinopla; e em Cartago, controlando o Mediterrâneo Ocidental. Justiniano estabeleceu também tropas e navios nos entrepostos mais remotos do Império: em Septem (Ceuta) no estreito de Gibraltar, Quersoneso na Crimeia, e Elana (Eilat) no golfo de Ácaba. A longa tradição naval e infraestruturas dessas áreas facilitava a manutenção das frotas e na eventualidade duma expedição naval era possível reunir uma grande frota rapidamente e de forma pouco onerosa requisitando os numerosos navios mercantes.

### Período intermédio (final doséculo VII– década de 1070)

#### Organização da frota

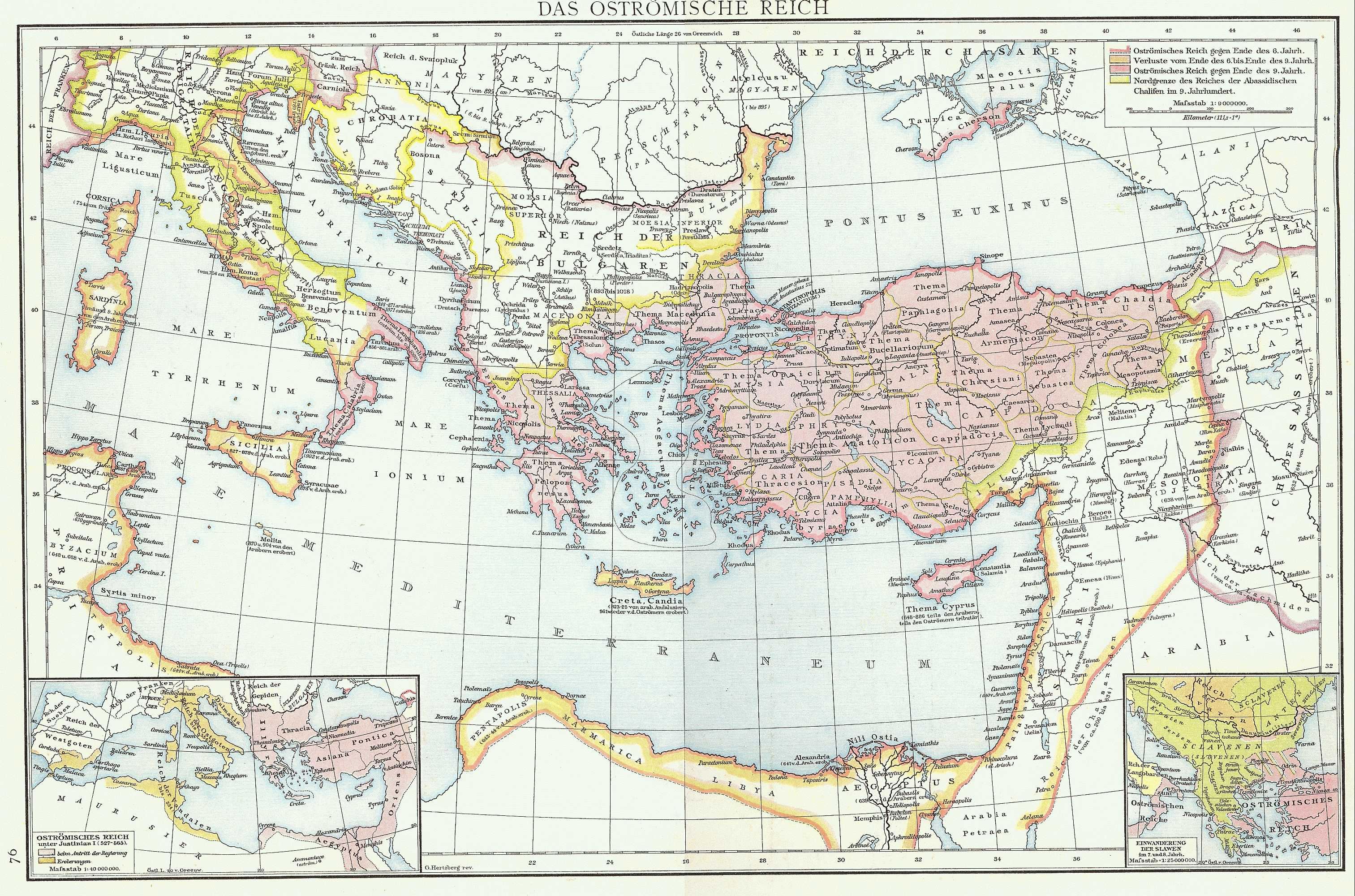
Mapa do Império Bizantino entre o século VI e o final do século IX, incluindo os temas. As possessões imperiais dispersas e isoladas em redor do Mediterrâneo eram defendidas e reforçadas por marinha bizantina

Em resposta às invasões islâmicas do século VII, todo o sistema administrativo e militar bizantino foi reformado, tendo sido criado o sistema dos temas (thémata; singular: théma). Assim, o Império foi dividido em diversos temas, ou seja, províncias com administrações regionais civis e militares próprias, onde, sob o comando dum estratego (stratēgos), eram mantidas forças militares próprias que era financiadas pelos impostos locais. Na sequência duma série de revoltas das tropas das temas, no reinado de Constantino V Coprónimo as maiores temas foram progressivamente divididas, ao mesmo tempo que foi formado um exército central imperial conhecido por tagmas (designação dos batalhões ou regimentos). As tagmas estavam estacionadas na capital ou próximo dela e serviam como reserva central que a partir daí formaram o núcleo dos exércitos de campanha.
Na marinha deu-se um processo semelhante, sendo organizada segundo as mesmas linhas. Na segunda metade do século VII, foi criada a frota dos carabisianos (em grego: Καραβισιάνοι, Karabisianoi; "os homens dos navios"), o equivalente naval das tagmas. A data da criação é desconhecida, com as hipóteses avançadas a variarem entre as décadas de 650 e 660, como resposta à Batalha dos Mastros (655). ou a seguir ao primeiro cerco árabe de Constantinopla, terminado em 678. A sua origem também é desconhecida: possivelmente foi formada com o que restava do antigo Questorado do exército (quaestura exercitus) ou do exército da prefeitura pretoriana da Ilíria. Era comandada por um estratego (stratēgos tōn karabōn/karabisianōn; "general dos navios/marinheiros"), e o seu território incluía a costa sul da Ásia Menor desde Mileto até à fronteira com o Califado junto a Selêucia, na Cilícia, as ilhas do Egeu e as possessões imperiais no sul da Grécia. Supõe-se que o seu quartel-general começou por ser instalado em Samos, com uma comando subordinado encabeçado por um drungário em Cibirra, na Panfília. Como o seu nome sugere, os carabisianos constituíam a maior parte da marinha permanente do Império e enfrentavam a principal ameaça marítima, as frotas árabe do Egito e da Síria.

Mapa do Império Bizantino e das suas subdivisões administrativas, nomeadamente os temas, em 717

No início do século VIII os Carabisianos revelaram-se ineficientes e foram substituídos por um sistema mais complexo, composto por três elementos, e que perduraria até ao século XI com pequenas alterações: uma frota imperial central baseada em Constantinopla, um pequeno número de grandes comandos navais regionais, tanto temas marítimas como comandos independentes designados "drungariados", e um número maior de esquadras locais encarregadas de tarefas puramente defensivas e policiais, subordinadas aos governadores provinciais locais. Ao contrário da marinha romana anterior, em que as frotas provinciais era claramente inferiores em número e incluíam apenas navios mais ligeiros que os das frotas centrais, as frotas regionais bizantinas eram provavelmente formações formidáveis.
A marinha da capital teve um papel central nos cercos árabes de Constantinopla, em 674-678 e em 717-718, mas não é claro se a Frota Imperial (em grego: βασιλικόν πλόιμον, basilikon ploïmon) de tempos posteriores já existia como um comando separado nos séculos VII ou VIII. A primeira menção história conhecida acerca do seu comandante, o drungário da frota (droungarios tou ploïmou) é do Taktikon Uspensky, de 842 ou 843, e há poucos registos de frotas importantes a operarem a partir de Constantinopla durante o século VIII, o que levou a bizantinista greco-francesa Hélène Ahrweiler a colocar a criação da armada imperial de Constantinopla no início do século IX. A partir da sua criação, a Armada Imperial constituiu a reserva central e o núcleo das diversas frotas expedicionárias.

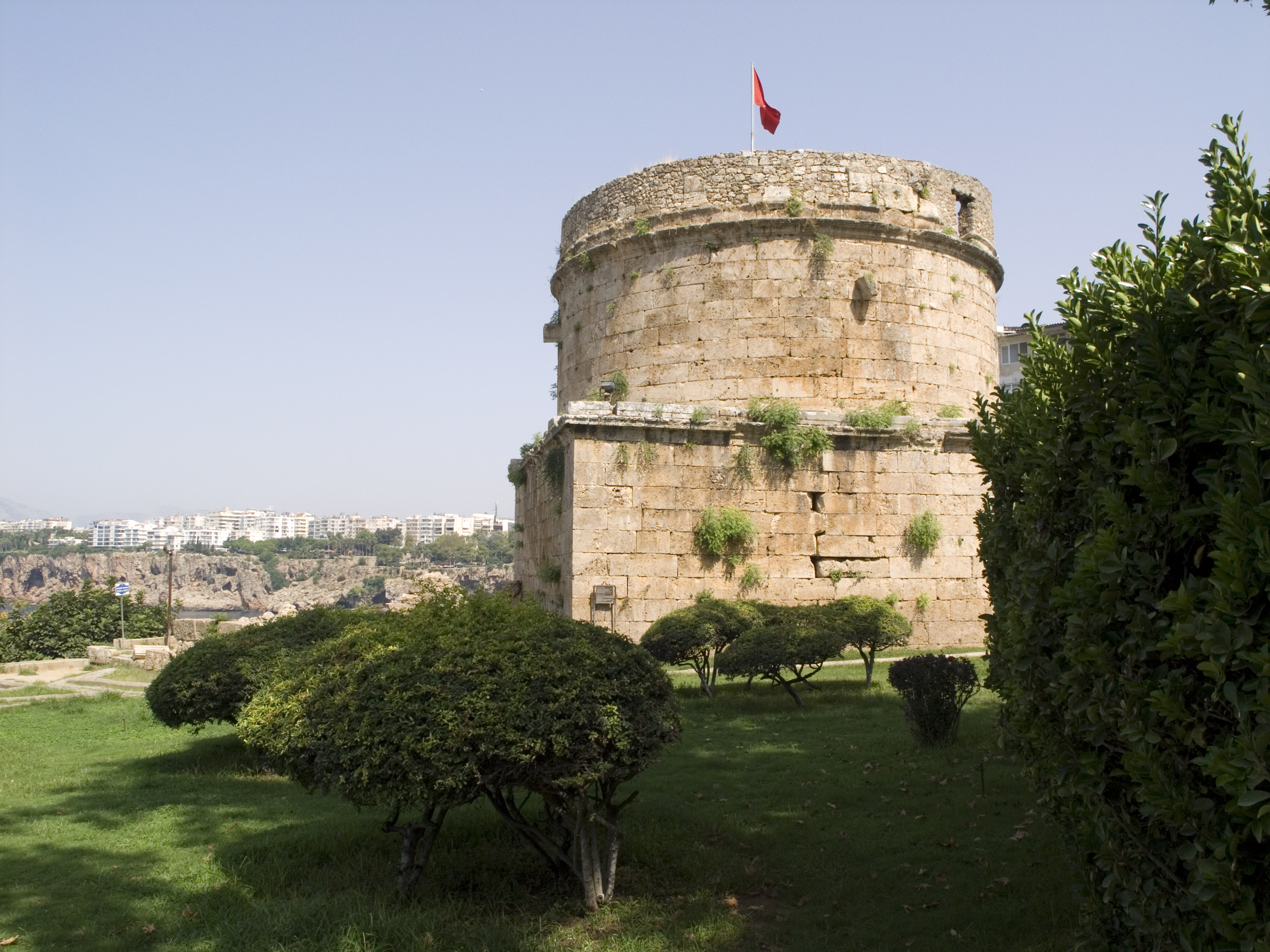
A Torre Hıdırlık, em Antália (Ataleia), construída no século II. Ataleia foi a sede do Tema Cibirreota, o primeiro tema marítimo bizantino

O primeiro, e por muito tempo o único tema marítimo (θέμα ναυτικόν, théma nautikon) foi o Tema Cibirreota (θέμα Κιβυρραιωτῶν, thema Kibyrrhaiotōn). Foi criado a partir da frota dos carabisianos e foi-lhe atribuída a administração e defesa das costas meridionais da Ásia Menor. A data exata da sua criação é controversa, com alguns autores a proporem c. 719 e outros ca. 727. O seu estratego, mencionada pela primeira vez em 734, estava baseado em Ataleia. Os seus principais lugar-tenentes eram o catepano dos Mardaítas, um ek prosōpou (representante) em Silião e drungários (droungarioi) de Ataleia e Cós. Dado encontrar-se mais próxima do Levante muçulmano, foi a principal frota de guerra do Império durante vários séculos, até ser reduzida devido ao declínio da ameaça naval árabe. A frota foi mencionada pela última vez em 1043 e depois disso o tema tornou-se uma província puramente civil.
Os Cibirreotas foram complementados por dois comandos navais independentes no Egeu, cada um deles comandados por um drungário: o Aigaio Pelagos (mar Egeu), que cobria a metade norte do Egeu, os Dardanelos e o mar de Mármara; e o comando conhecido como Dodecaneso (Dodekanesos; "Doze Ilhas") ou Colpos (Kolpos; "Golfo"), baseado em Samos e compreendia o sul do Egeu, incluindo as Cíclades. Ao contrário dos outros drungariados, que detinham comandos subordinados, estas duas circunscrições eram completamente independentes onde os seus comandantes, além de autoridade militar, eram também a autoridade civil. Esses comandos acabaram por ser promovidos a verdadeiros temas marítimos — o Tema do Egeu (θέμα τοῦ Αἰγαίου Πελάγους, théma tou Aigaiou Pelagous) foi criado ca. 843 e as parte orientais do Dodecaneso/Colpos formaram o Tema de Samos (θέμα Σάμου, théma Samou) no final do século IX. Este último compreendia as costa jónica e a sua capital era Esmirna.
Alguns temas "terrestres" também mantiveram esquadras de dimensão apreciável, geralmente comandadas por um turmarca (tourmarchēs; referidos coletivamente como tourmarchai tōn ploimatōn no Taktikon Uspensky). Estas esquadras desempenharam um papel intermédio entre as grandes frotas das temas navais e a frota imperial central; eram compostas por tripulações profissionais (taxatoi) pagas com recursos do tesouro imperial e não das províncias onde estavam estacionadas, mas eram subordinadas do estratego do tema local e tinham como missão principal a defesa local e tarefas de policiamento.. Os temas com frotas próprias eram os seguintes:

Mapa da região do mar Egeu ca. 900 mostrando os respetivos temas

- O Tema da Hélade (θέμα Ἑλλάδος, théma Hellados), criado em 686–689 por Justiniano II abrangia as possessões bizantinas no sul da Grécia e tinha a capital em Corinto. Justiniano instalou 6 500 Mardaítas na região, que providenciavam remadores e guarnições.[214] Não sendo um tema exatamente marítimo, mantinha a sua própria frota. Em 809 foi dividido no Tema do Peloponeso (θέμα Πελοποννήσου0) e no novo Tema da Hélade, que cobria a Grécia Central e a Tessália. Os novos temas também mantiveram pequenas frotas de guerra.[202][215]
- O Tema da Sicília (θέμα Σικελίας, théma Sikelias) era responsável pela Sicília e pelos territórios imperiais do sul de Itália (Calábria). Durante algum tempo o bastião do poderio naval bizantino no Ocidente, no final do século IX tinha declinado muito e desapareceu depois da perda definitiva de Taormina em 902.[103] Existem registos de turmarcas (tourmarchai; "comandantes") diferentes para a Sicília e para a Calábria.[216]
- O Tema da Cefalónia (em grego: θέμα Κεφαλληνίας, théma Kephallēnias), que controlava as ilhas Jónicas, foi criado em meados ou nos finais do século VIII para proteger as comunicações imperiais com Itália e defender o mar Jónico dos raides árabes. As novas possessões bizantinas na Apúlia foram-lhe adicionadas na década de 870, antes de formarem um tema separado (da Longobárdia) ca, 910.[217]
- O Tema da Paflagónia (θέμα Παφλαγονίας, théma Paphlagonias) e o Tema da Cáldia (θέμα Χαλδίας, théma Chaldias) resultaram da divisão do Tema Armeníaco ca. 819 pelo imperador Leão V, o Arménio e foram dotados das suas próprias esquadras navais, possivelmente com o objetivo de defesa contra os raides dos Rus'.[218]

A defesa de regiões isoladas de particular importância para o controlo de rotas marítimas importantes estava atribuída a uma classe distinta de oficiais, com o título de arconte (archon), que em alguns casos podem ter comandado destacamentos da frota imperial. Conhecem-se a existência de arcontes em Quios, Malta, no golfo de Eubeia e possivelmente Vagenécia e a chamada "Bulgária" (cuja área de controlo é identificada por Ahrweiler como as desembocaduras do Danúbio). Estas armadas regionais especiais desapareceram no final do século IX, quer por terem sucumbido a ataques árabes, quer por terem sido reformadas ou incorporadas em temas.

#### Efetivos e dimensões
À semelhança do seu correspondente terrestre, a dimensão exata da marinha bizantina e das suas unidades é tema de grandes debates, devido à escassez e à natureza ambígua de fontes primárias. A exceção a isso são os dados relativos ao final do século IX e início do século X, um período para o qual há registos mais detalhados, datados da expedição a Creta. Esses registos revelam que durante o reinado de Leão VI, o Sábio (r. 886–912), a marinha chegou a ter 34 200 remadores, enquanto que o número de marinheiros combatentes pode ter chegado ao 8 000. A Frota Imperial central totalizava cerca de 19 600 remadores e 4 000 marinheiros sob o comando do drungário do basilikon plōimon. Estes marinheiros eram soldados profissionais, inicialmente recrutados como uma unidade militar por Basílio I, o Macedónio na década de 870. Constituíam um elemento precioso para a Frota Imperial, pois enquanto antes ela dependia dos soldados dos temas e tagmas para servirem como marinheiros, a nova unidade constituía uma força melhor treinada e imediatamente disponível ao dispor do imperador. O elevado estatuto desses marinheiros é ilustrado pelo facto deles serem considerados como fazendo parte da tagma imperial e serem organizados de forma similar. A frota do tema do Egeu contava com 2 610 remadores e 400 marinheiros, o Tema Cibirreota tinha 5 710 remadores e 1 000 marinheiros, a frota de Samos tinha 3 980 remadores e 600 marinheiros, enquanto que o Tema da Hélade contava com 2 300 remadores e 2 000 dos seus soldados do tema eram simultaneamente marinheiros.
O quadro seguinte apresenta as estimativas de Warren T. Treadgold para o número de remadores ao longo de toda a história da marinha bizantina:
| Ano             | 300    | 457    | 518    | 540    | 775    | 842    | 959    | 1025   | 1321  |
| --------------- | ------ | ------ | ------ | ------ | ------ | ------ | ------ | ------ | ----- |
| Nº de remadores | 32 000 | 32 000 | 30 000 | 30 000 | 18 500 | 14 600 | 34 200 | 34 200 | 3 080 |

Contrariamente à crença generalizada, não eram usados escravos como remadores nas galés, nem pelos Bizantinos nem pelos Árabes, nem sequer pelos seus predecessores Romanos e Gregos. Ao longo da existência do Império, as tripulações bizantinas eram maioritariamente constituídas por homens nascidos livres de classes baixas, que eram soldados profissionais, obrigados por lei a prestar serviço militar (strateia) em troca de pagamento ou terras. Na primeira metade do século X, os pagamentos eram duas a três libras (0,91 a 1,4 kg) de ouro. No entanto, eram também empregues estrangeiros prisioneiros de guerra. Além dos Mardaítas, que formavam uma parte significativa das tripulações, nos registos das expedições a Creta é mencionado um grupo enigmático a que chamam Tulmátzos (Toulmatzoi; possivelmente Dálmatas), bem como muitos Rus', a quem foi concedido o direito de servirem nas forças armadas bizantinas numa série de tratados do século X.

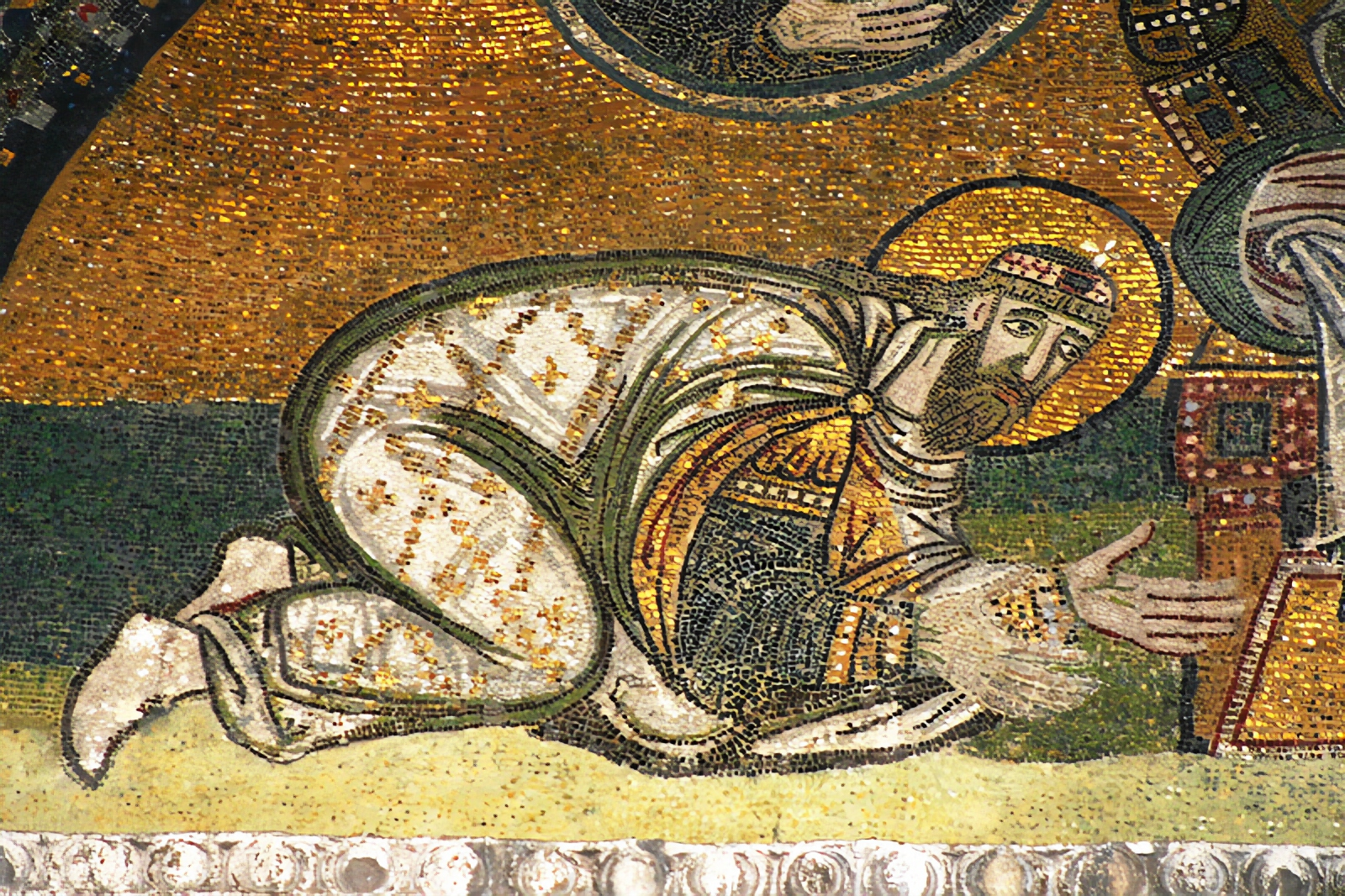
em detalhe de um mosaico de Santa Sofia. Em seu reinado a marinha chegou a ter cerca de 34200 remadores e 8000 marinheiros combatentes

Na sua obra Sobre as Cerimônias,Constantino VII Porfirogénito fornece as listas da frotas das expedições contra o Emirado de Creta de 911 e 949. Estas referências têm provocado debate considerável em relação à sua interpretação, pois dependendo da forma como é feita a leitura do texto grego, a frota de 949 tanto pode ter tido 100, como 150 ou 250 navios. A confusão resulta principalmente do facto de não se conhecer o significado exato de ούσία (ousia): tradicionalmente, considera-se a designação dum complemento de 108 homens e que mais do que um podia ir a bordo dum só navio. Contudo, no contexto de Sobre as Cerimônias, pode ser lido simplesmente como "unidade" ou "navio". O número de 150 navios parece ser mais compatível com os números mencionados noutras fontes, e é aceite por muitos académicos, apesar de haver discórdia quanto à composição da frota. Na interpretação de Makrypoulias, a frota era constituída por 8 pânfilos, 100 ousíacos e 42 drómones propriamente ditos, incluindo os últimos dois navios imperiais e dez navios da esquadra Stenon.
No que se refere à dimensão total da marinha bizantina nesse período, Warren Treadgold extrapola um total de cerca de 240 navios de guerra, incluindo os dos temas navais, um número que foi aumentado para 307 à expedição a Creta de 960–961. Segundo Treadgold, este último número provavelmente representa o tamanho da força permanente de toda a marinha bizantina (incluindo as flotilhas menores) nos séculos IX e X. Porém, é de notar que entre 911 e 949 é evidente uma descida significativa do número de navios e homens ligados à frotas dos temas. Esta descida, que reduziu o tamanho destas frotas de um terço para um quarto do tamanho total da marinha, deveu-se parcialmente ao aumento do uso de ousíacos (ousiakoi), navios mais leves, em vez dos drómones mais pesados, e também a dificuldades financeiras e de recrutamento de pessoal. É também um sinal duma tendência que iria conduzir ao completo desaparecimento das frotas provinciais no final do século XI.

#### Estrutura hierárquica

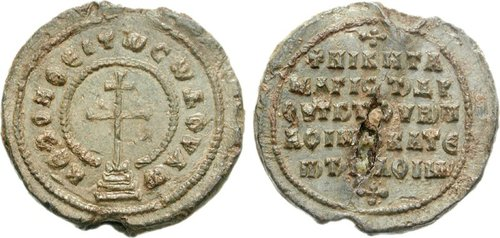
Selo de Nicetas, magistro, drungário e catepano da frota imperial (basilikon ploïmon); final do século IX

Apesar dos temas navais estarem organizados duma forma muito semelhante aos das forças militares terrestres correspondentes, as fontes bizantinas são algo confusas em relação à estrutura hierárquica exata. A designação usual para almirante era estratego (stratēgos), a mesma que era usada para os generais que governavam e comandavam os temas terrestres. Abaixo do estratego estavam dois ou três turmarcas (sing.: turmarca; na prática vice-almirantes), os quais supervisionavam vários drungários (droungarioi; sing.: droungarios; correspondentes a contra-almirantes). Até meados do século IX, os governadores dos temas do Egeu e de Samos eram também designados por drungários, pois os seus comandos tinham resultado da divisão da frota original dos carabisianos, mas posteriormente foram elevados à patente de estratego. Contudo, o comandante da Frota Imperial (basilikou ploïmou) continuou conhecido como o droungarios tou basilikou ploïmou, sendo mais tarde adicionado o prefixo "megas" ("grande"). Este título ainda foi usado na era dos Comnenos, mas aplicada ao comandante da esquadra imperial de escolta, e sobreviveu até à dinastia paleóloga, constando do De Officiis ("Livro de ofícios") de Pseudo-Codino, do século XIV. O posto de comandante subalterno chamado topoterita também é mencionado para a Frota Imperial, mas o seu papel não é clarificado pelas fontes; pode ter sido um posto semelhante ao de port admiral ("almirante de porto") outrora existente na Marinha Real Britânica. Embora todos estes oficiais superiores fossem marinheiros profissionais, tendo subido na hierarquia, a maior parte dos comandantes de frota eram oficiais superiores da corte que teriam dependido dos seus subordinados mais experientes para o que exigisse conhecimentos náuticos.
Devido aos almirantes acumularem os cargos de comandantes navais com os de governadores dos seus temas, eram assistidos por um protonotário (prōtonotarios; "secretário-chefe", "notário" ou "escrivão") que encabeçava a administração civil do tema. Outros oficiais da administração eram os cartulários, encarregados da gestão da frota, o protomandador ("mensageiro-chefe"), que atuava como chefe de gabinete ou do pessoal, e vários condes (komētes; sing.: komēs), entre os quais um conde da Heteria (komēs tēs hetaireias), que comandava a guarda pessoal (heteriarca) do almirante. As esquadras de três a cinco navios eram comandadas por um conde ou drungário-conde (droungarokomēs) e os capitães de cada navio eram chamados centarco (kentarchos; centurião), apesar das fontes literárias também usarem termos mais arcaicos como navarco ou até trierarca (triērarchos).
As tripulações de cada navio, dependendo do seu tamanho, eram compostas de um a três ousiai. Abaixo do capitão havia um bandóforo (bandophoros; "porta-estandarte"), que atuava como oficial executivo, dois timoneiros chamados protocárabos (prōtokaraboi; "cabeças do navio"), por vezes designados arcaicamente como ciberneta (kybernētes), e um oficial de proa, o proreu (prōreus). Na prática cada navio deve ter tido vários oficiais de cada tipo, trabalhando por turnos. A maior parte destes oficiais subiam na hierarquia desde os níveis mais baixos, havendo referências no Sobre a Administração Imperial (século X) aos primeiros remadores (protélatas; prōtelatai) que ascenderam ao posto de protocárabos nas barcaças imperiais e depois assumiram cargos ainda mais elevados. O exemplo com maior sucesso entre esses casos foi Romano I Lecapeno. Havia ainda vários especialistas a bordo, como os dois remadores de proa e o sifonador (siphōnatores), que trabalhava com os sifões usados nas descargas de fogo grego. As fontes referem também um bucinador (boukinatōr; corneteiro), que comunicava as ordens aos remadores (copélatas (kōpēlatai) ou élatas (elatai)). Dado que a infantaria naval estava organizada como as unidades regulares do exército, as suas patentes eram as mesmas do exército terrestre.

### Período tardio (década de 1080 – 1453)

#### Reformas dos Comnenos

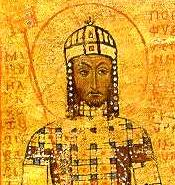

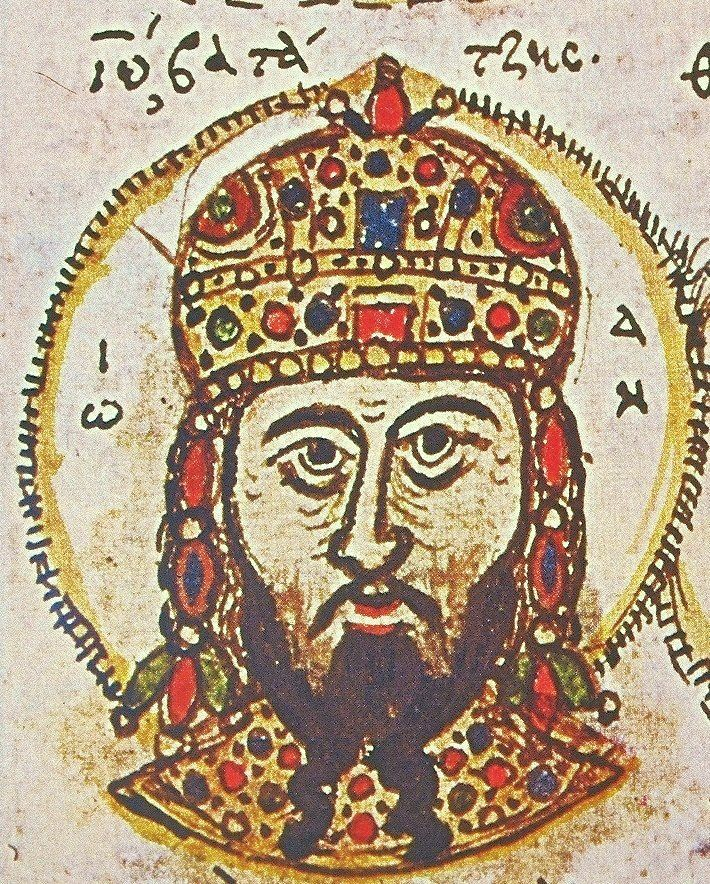
, imperador de Niceia

Após o declínio da marinha no século XI, Aleixo I Comneno (r. 1081–1118) reconstruiu-a em moldes diferentes. Dado que as frotas dos temas tinham praticamente desaparecido, o que delas restava foi reunido numa frota imperial unificada, sob o comando do posto então criado de mega-duque (megas doux). O primeiro ocupante conhecido desse posto foi o cunhado de Aleixo, João Ducas ca. 1092. O grande drungário (megas droungarios) da frota, que antes era o comandante geral naval, era seu subordinado, atuando como o seu principal ajudante. O mega-duque foi também nomeado como governador-geral do sul da Grécia, que anteriormente constituía os temas de Hélade e do Peloponeso, que foram divididos em distritos (oria) que abasteciam e e suportavam a frota. Durante o reinado de João II (r. 1118–1143), as ilhas do Egeu também passaram a ser responsáveis pela manutenção, aprovisionamento e recrutamento de homens para as tripulações de navios de guerra. Os autores das fontes contemporâneas orgulhavam-se do facto de que as grandes frotas do reinado de Manuel I Comneno (r. 1143–1180) eram tripuladas por "romanos nativos", apesar de continuarem a ser empregues esquadras de mercenários e de aliados. No entanto, o facto da marinha ser agora exclusivamente construída e baseada à volta de Constantinopla e das frotas provinciais não terem sido reconstituídas acarretou alguns inconvenientes, pois as regiões mais distantes, em particular a Grécia, ficaram vulneráveis a ataques.

#### Marinha de Niceia
Com o declínio da marinha bizantina no final do século XII, o Império passou a depender cada vez mais das armadas de Veneza e Génova. Contudo, após o saque e tomada de Constantinopla pelos Cruzados em 1204, as fontes sugerem a existência duma frota relativamente forte logo durante o reinado do primeiro imperador de Niceia, Teodoro I Láscaris (r. 1205–1221), apesar de não se conhecerem detalhes sobre ela. Nos reinados de João III (r. 1221–1254) e de Teodoro II (r. 1254–1258), a marinha nicena tinha duas áreas de atuação estratégicas principais: o Egeu, com operações contra as ilhas gregas (sobretudo Rodes), bem como de transporte e abastecimento de exércitos que combatiam nos Balcãs; e o mar de Mármara, onde os Nicenos tinham como objetivo interditar o tráfego marítimo latino e ameaçar Constantinopla. A principal base naval e estaleiro para o Egeu situavam-se em Esmirna, existindo uma base secundária em Estadeia (atualmente Datça, na província de Muğla). A principal base para as operações no mar de Mármara era Holco, perto de Lâmpsaco, na margem oriental do Helesponto, precisamente junto à única saída do mar de Mármara para o Egeu.

#### Marinha dos paleólogos
Não obstante os seus esforços, os imperadores nicenos fracassaram desafiar com êxito o domínio veneziano nos mares, e viram-se forçados a procurar o apoio dos genoveses. Isso apesar de, após reconquistar Constantinopla em 1261, Miguel VIII Paleólogo (r. 1259–1282) se ter empenhado em diminuir a sua dependência criando uma marinha "nacional, formando várias novas unidades para esse propósito que constituíram o núcleo das tropas navais bizantinas nas décadas de 1260 e 1270. Essas unidades eram formadas sobretudo por gasmulos (Γασμοῦλοι; Gasmouloi), homens de ascendência greco-latina que viviam em volta da capital, e por colonos das regiões gregas da Lacónia e da Tsacónia que eram usados como marinheiros de combate, conhecidos, respetivamente, por Lacónios (Λάκωνες; Lakōnes) e Tzacónios (Τζάκωνες; Tzakōnes)..

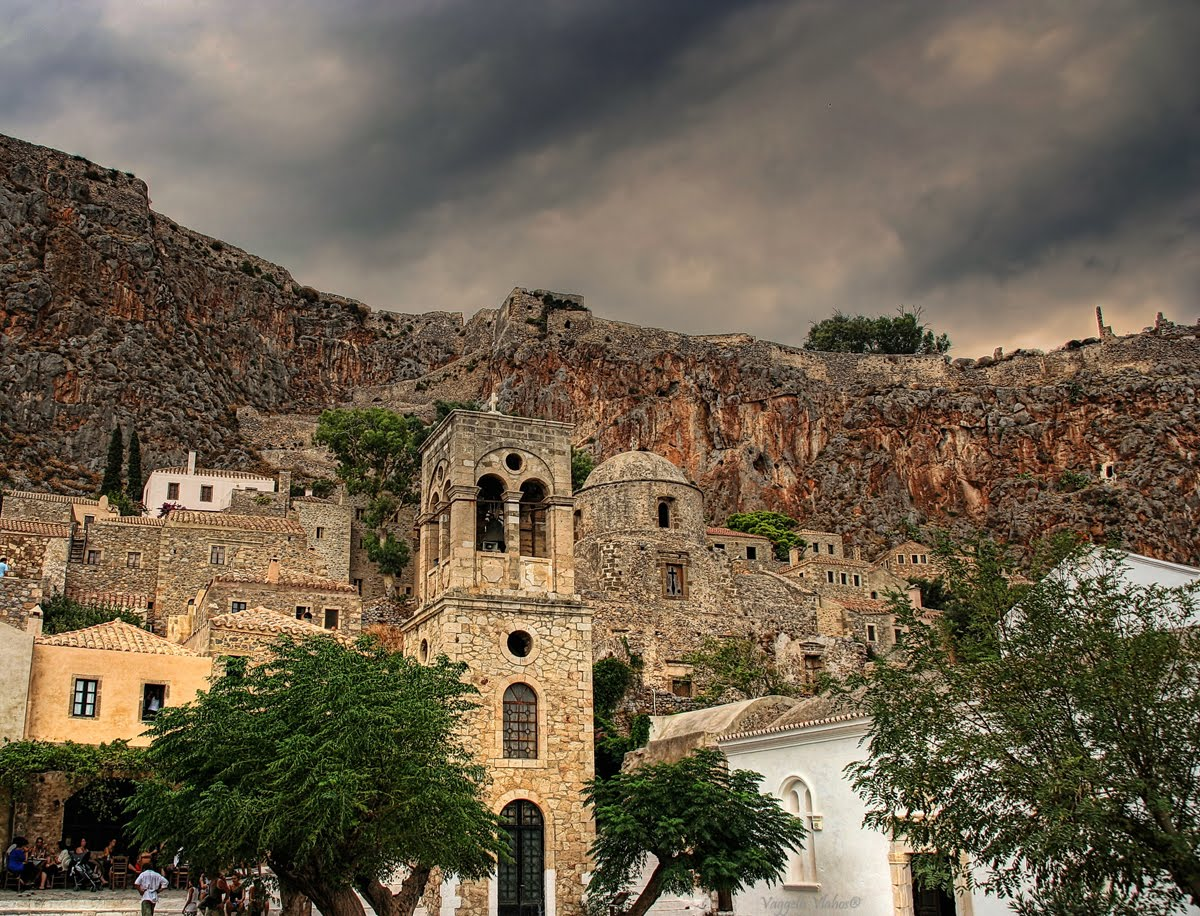
Monemvasia, onde se situava a base naval provincial mais importante durante o período dos paleólogos

Miguel criou também corpos separados de remadores, os Prosalentas (Prosalentai ou Prosēlontes). Todas estas unidades receberam pequenas concessões de terras para cultivarem em troca do seu serviço militar, tendo sido concentradas em pequenas colónias. Os Prosalentas foram instalados perto do mar ao longo do Egeu, enquanto os gasmulos e Tzacónios foram instalados sobretudo em volta de Constantinopla e na Trácia. Essas unidades perduraram, ainda que de forma diminuída, ao longo dos últimos séculos do Império — a última menção aos Prosalentas é de 1361 e aos gasmulos de cerca de 1422. No decurso da era dos Paleólogos, a principal base naval bizantina foi o porto de Contoscálio (Kontoskàlion; atualmente Kumkapı), na costa do mar de Mármara de Constantinopla, que foi mandado dragar e fortificar por Miguel VIII. Entre os centros navais provinciais, provavelmente o mais importante era o de Monemvasia, no Peloponeso.
Ao mesmo tempo, Miguel e os seus sucessores continuaram com a prática já longa de empregar estrangeiros na marinha. Juntamente com as pouco confiáveis cidades-Estado italianas, com as quais as alianças mudavam regularmente, foram empregues cada vez mais mercenários nos últimos séculos do Império, que frequentemente eram recompensados pelos seus serviços com feudos. A maior parte destes mercenários, como Giovanni de lo Cavo (senhor de Anafi e de Rodes), André Morisco (sucessor de lo Cavo em Rodes) e Benedito Zaccaria (senhor de Foceia) eram genoveses, os principais aliados dos Bizantinos neste período. No reinado de Miguel VIII, por exemplo, o posto de grande duque (mega doux) foi pela primeira vez atribuído a um estrangeiro, o corsário italiano Licário, que além disso também recebeu como feudo Eubeia, de onde era natural. Em 1303 foi criado outra alta patente, o amérala (ἀμηράλης ou ἀμηραλῆς; "almirante"), na mesma altura em que foram contratados os mercenários da Companhia Catalã. Aparentemente o novo posto fez parte da hierarquia imperial, abaixo do grande duque e do grande drungário (megas droungarios), embora apenas sejam conhecidos dois detentores do cargo, ambos entre 1303 e 1305.

## Navios

### Drómones e os seus derivados
O principal navio de guerra bizantino até ao século XII foi o drómon (em grego: δρόμων, dromon) e outros tipos de navios semelhantes. Aparentemente uma evolução das galés ligeiras chamadas liburnas das armadas imperiais romanas, o termo aparece pela primeira vez no final do século V, e foi geralmente usado para designar um tipo específico de galé de guerra no século VI. O termo drómon deriva do radical grego δρομ-(άω) ("correr"), pelo que significa literalmente "corredor" e autores do século VI como Procópio de Cesareia referem explicitamente a velocidades dessas embarcações. Durante alguns poucos séculos seguintes, à medida que os combates navais com os Árabes se intensificavam, foram desenvolvidas versões mais pesadas, com duas ou possivelmente até três filas de remos. Com o passar do tempo, o termo acabou por passar a designar "navio de guerra" em sentido genérico, e era frequentemente usado como sinónimo de quelândio (χελάνδιον, do termo grego para grande navio, kelēs [κελες; "cavalo de batalha"]), cuja primeira menção é do século VIII.

#### Evolução e caraterísticas
A aparência e evolução dos navios de guerra medievais é tema de debates e conjeturas: até recentemente, não se tinha descoberto quaisquer restos de navios de guerra a remos da Alta Idade Média, e as informações tinham que ser obtidas através da análise de fontes literárias, representações artísticas grosseiras e restos de alguns navios mercantes. Entretanto, em 2005-2006 foram descobertos restos de mais de 36 navios bizantinos dos séculos VI a X, incluindo quatro galés ligeiras do tipo galea, nas escavações arqueológicas levadas a cabo no Porto de Eleutério (Yenikapı), em Istambul.

Princípio construtivo dos antigos barcos gregos com caixa dupla e espiga postiça

A perspetiva mais aceite é que os principais desenvolvimentos que diferenciaram os primeiros drómones das liburnas, e que caraterizaram as galés mediterrânicas posteriores, foram a adoção de um convés completo (katastrōma), o abandono dos rostros (em latim: rostrum; em grego: ἔμβολος; aríetes ou esporões de abalroamento) e a sua substituição por aguilhão acima da água, e a introdução gradual de velas latinas. Desconhecem-se as razões exatas para o abandono do rostro. As representações de bicos apontados para cima no manuscrito Vergilius Vaticanus, do século IV, pode significar que o rostro já teria sido substituído nas últimas galés romanas. Uma possibilidade é que a mudança tenha ocorrido por causa da evolução gradual da técnica usada na construção dos cascos, que evoluiu do antigo método de caixa e espiga, que resultava em cascos em forma de concha contra os quais o rostro tinha sido inventado, para o método de "esqueleto" (com quilha), que resultava em estruturas mais fortes e flexíveis e, por isso, mais resistentes aos ataques com rostros. O que é certo é que no final do século VII a função original do rostro já tinha sido esquecida, a crer nos comentários de Isidoro de Sevilha (560–636) que relata que eles eram usados para proteger contra as colisões com rochas submersas. Em relação à vela latina, vários autores sugeriram no passado que ela foi introduzida no Mediterrâneo pelos Árabes, tendo sido possivelmente surgido originalmente na Índia. No entanto, a descoberta de novas representações e referências literárias nas últimas décadas recentes, levou os estudiosos a fazer recuar o aparecimento da vela latina no Levante para o final do período helenístico ou início do período romano. A versão triangular não era a única conhecida, tendo a versão quadrilátera sido usada durante séculos (sobretudo em navios mais pequenos) em paralelo com as velas quadradas. A frota de invasão de Belisário de 533 aparentemente estava equipada com velas latinas, pelo menos parcialmente, o que pode indicar que possivelmente nessa altura a vela latina já se tivesse tornado um equipamento padrão do drómon, e que a tradicional vela quadrada tivesse caído gradualmente em desuso na navegação da Idade Média.

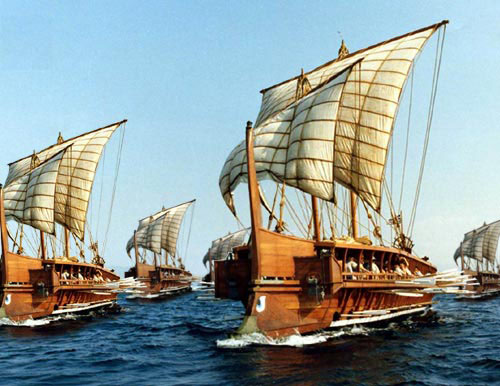
Reconstituição de galés gregas birremes, antecessoras distantes dos navios bizantinos

Os drómones descritos por Procópio tinham uma fila única de remos, provavelmente 25 em cada um dos lados. Ao contrário dos navios helénicos, que usavam um outrigger, os remos dos drómones eram montados diretamente no casco. Nos birremes posteriores dos séculos IX e X, as duas filas de remos (elasiai) eram divididas pelo convés, com uma fila por baixo e outra por cima. Os remadores da fila superior combatiam ao lado dos marinheiros nas operações de abordagem. Makrypoulias sugere que nos drómones com 120 remadores, por baixo do convés operavam 25 remadores em cada lado, enquanto que na parte superior operavam 35 de cada lado. O comprimento total destes navios era provavelmente cerca 32 metros. Embora muitos navios dessa época tivessem apenas um mastro (histos ou katartion), os drómones maiores provavelmente necessitavam de pelo menos dois mastros para poderem manobrar de forma eficaz, já que uma única vela latina para um navio destas dimensões teria que ter um tamanho de tal maneira grande que a tornaria de difícil manejo. O navio era conduzido por meio de dois lemes laterais na popa (prymnē), na qual era montada uma tenda (skēnē) que cobria o dormitório do capitão (krabatos). A proa (prōra) tinha um castelo de proa elevado (pseudopation) debaixo do qual se projetavam os sifões de descarga do fogo grego. Sifões secundários podiam também ser montados em ambos os lados. Ao longo de ambos os lados do navio corria um pavês (kastellōma) onde os marinheiros penduravam os seus escudos, servindo de proteção à tripulação do convés. Os navios maiores tinham também castelos de madeira (xilocastros) em ambos os lados entre os mastros, similares aos conhecidos das liburnas romanas, proporcionando aos arqueiros plataformas de tiro elevadas. O esporão (peronion) era usado para quebrar os remos das embarcações inimigas deixando-as indefesas contra disparos e abordagens.
Os quatro navios galeai desenterrados nas escavações de Yenikapı, datadas dos séculos X-XI, são de desenho e construção uniformes, sugerindo um processo de fabrico centralizado. Têm cerca de 30 metros de comprimento e foram construídas em plátano-oriental e pinheiro-larício.275: 

#### Tipos de navios

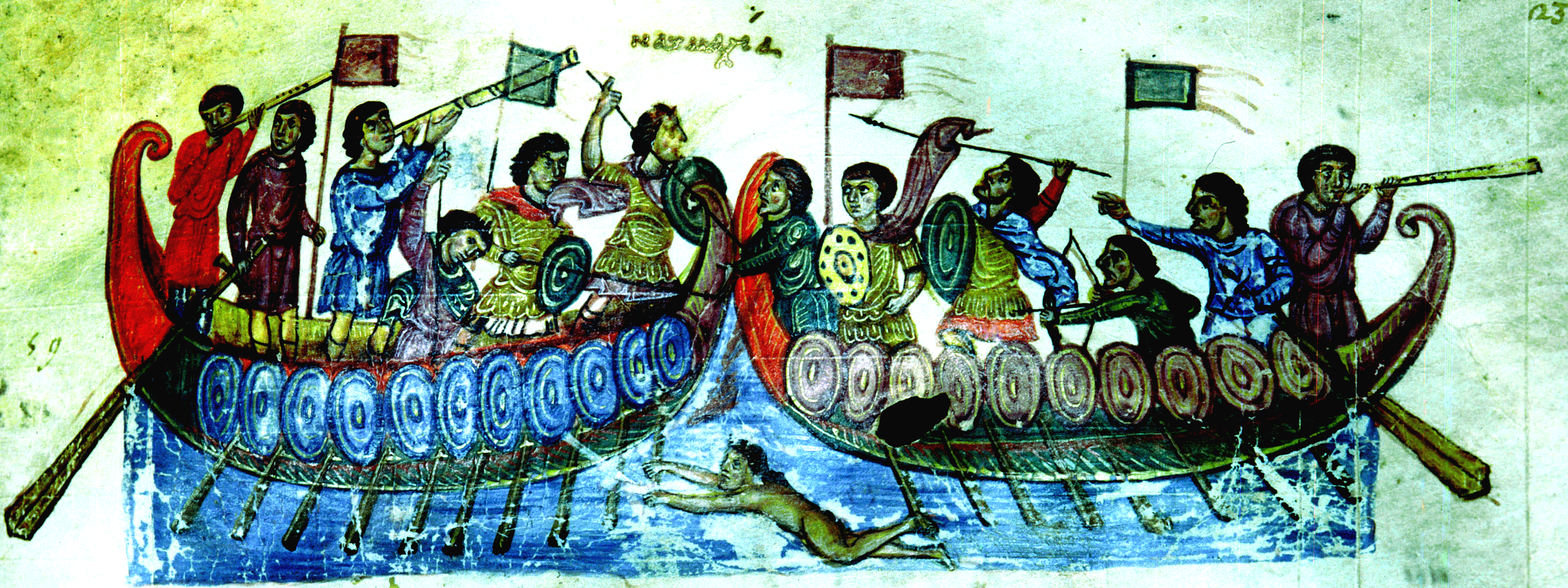
Representação duma batalha naval numa cópia do século XIII da Cinegética de Opiano de Apameia

Perfil dum trirreme, mostrando a disposição dos remos

No século X havia três classes principais de birremes (duas filas de remos) de guerra do tipo genérico drómon, conforme consta dos inventários das expedições a Creta de 911 e 949: o [quelândio] ousíaco ([χελάνδιον] οὑσιακόν), assim porque era tripulado uma ousia de 108 homens; o [quelândio] pânfilo ([χελάνδιον] πάμφυλον), tripulado, no máximo, por 120 a 160 homens, cujo nome sugere que tenha tido origem num navio de transporte da região da Panfília ou que as suas tripulações fossem de "marinheiros selecionados" (do grego πᾶν + φῦλον, "de todas as tribos"); e o drómon propriamente dito, tripulado por duas ousiai. No Sobre as Cerimônias é dito que o drómon pesado tinha uma tripulação maior, de 230 remadores e 70 marinheiros; o historiador naval John H. Pryor considera que os homens adicionais correspondiam a tripulações excedentárias que eram transportadas a bordo, enquanto que o académico grego Christos Makrypoulias sugere que os homens extra correspondem a um segundo remador em cada um dos remos das filas superiores.
Além desses três tipo de drómones, era também usado um navio mais pequeno, com uma só fila de remos, o monera (μονήρης; lit.: "solitário", com o sentido de "fila única") ou gálea (γαλέα, um termo do qual deriva "galé"), tripulado por aproximadamente 60 homens. Este tipo de navio era usado para missões de batedor ou vigilância e nos flancos da flotilha em formação de batalha. Aparentemente, a galea em particular parece ter estado fortemente associada com os Mardaítas, e Christos Makrypoulias vai ao ponto de sugerir que esse tipo de embarcação era usado exclusivamente por eles.
Numa obra do século IX dedicada ao paracemomeno Basílio Lecapeno são referidos drómones com três filas de remos (trirremes). No entanto, esse tratado, do qual apenas se conhecem alguns fragmentos, inspira-se fortemente em referências sobre a aparência e construção dos trirremes clássico, e por isso deve ser usado com cautela quando aplicado ao estudo dos navios de guerra do período bizantino intermédio. A existência de barcos trirremes é, contudo, atestada na marinha fatímida nos séculos XI e XII, e referências feitas por Leão VI, o Sábio (r. 886–912) a grandes navios árabes no século X podem também indicar a existência de galés trirremes.
Para transporte de carga, geralmente os Bizantinos requisitavam navios mercantes comuns (phortēgoi) ou navios de abastecimento (skeuophora). Aparentemente estes eram quase sempre veleiros e não navios a remos. Tanto os Bizantinos como os Árabes também empregaram navios de transporte de cavalos (hippagōga), quer veleiros quer galés, sendo certo que estas últimas eram modificadas para acomodar os cavalos. Dado que os quelândios (chelandia; plural de chelandion) parecem ter sido originalmente navios a remos de transporte de cavalos, isso teria implicado diferenças na construção entre o quelândio e o drómon propriamente dito, apesar de ambas as designações serem frequentemente usadas indiscriminadamente nas fontes literárias. Enquanto o drómon foi concebido exclusivamente como uma galé de guerra, o quelândio teria tido um compartimento especial a meia-quilha para acomodar uma fila de cavalos, aumentando a sua boca e a profundidade do porão. Além disso, as fontes bizantinas referem-se ao sândalo (σάνδαλος, sandalos) ou sandálio (σανδάλιον, sandalion), um barco rebocado por navios maiores; o tipo descrito no Sobre as Cerimônias tinha um único mastro, quatro remos e um leme.

#### Desenhos ocidentais dos últimos séculos
Não se sabe ao certo em que período o drómon foi substituído por navios derivados de galés de origem italiana. O termo continuou a ser em uso até ao final do século XII, embora os escritores bizantinos o usassem indiscriminadamente. Escritos contemporâneos ocidentais usavam o termo drómon para se referirem a grandes navios, geralmente de transporte, e há provas para suportar a ideia que esse uso também se tivesse espalhado entre os Bizantinos. Na sua descrição de 1169 da marinha bizantina, Guilherme de Tiro classifica os drómones como navios de transporte muito grandes, distinguindo-os dos navios de guerra com duas filas de remos, o que pode indicar a adoção da galé birreme pelos Bizantinos. A partir do século XIII, o termo drómon caiu gradualmente em desuso e foi substituído por cátergo (κάτεργον, katergon, que significa algo como "recrutado para / obrigado a um serviço"), um termo do final do século XI que originalmente era aplicado às tripulações, as quais eram recrutadas entre entre as populações sujeitas à prestação de serviço militar.
Durante o período final do Império, os navios bizantinos eram baseados em modelos ocidentais; o termo cátergo é usado indiscriminadamente tanto para designar navios bizantinos como navios latinos, e o quelândio de transporte de cavalos foi substituído pelo terrada (taride) ocidental (um termo derivado do árabe ṭarrīda, تاريدا), adotado como tareta (ταρέτα) em grego. Um processo similar é observado nas fontes da Sicília Angevina, onde o termo quelândio (chelandre) foi substituído por terrada, embora ambos tenham continuado a ser usados durante algum tempo. Não são mencionadas diferenças de construção entre os dois, referindo-se ambos os termos a barcos de transporte de cavalos (ussérios; usserii) com capacidade para 20 a 40 cavalos.

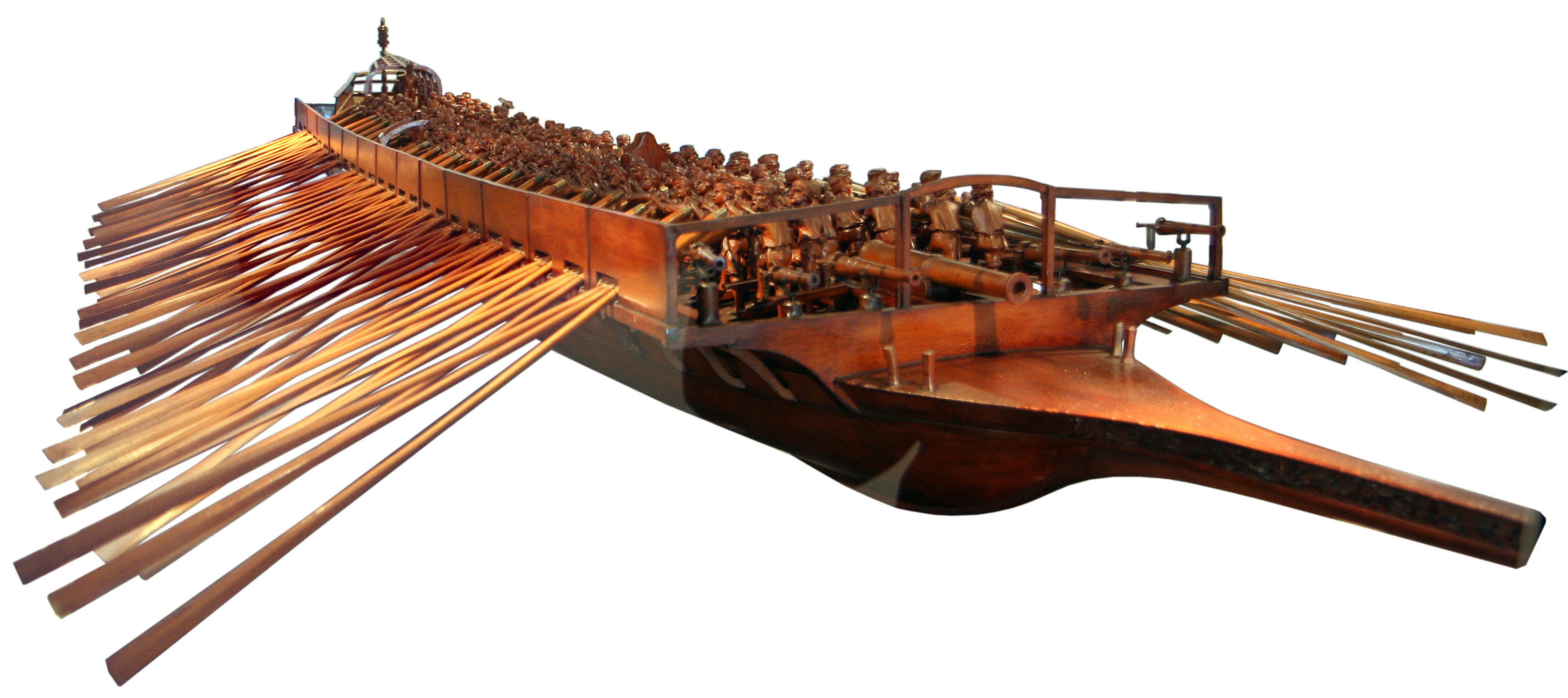
Modelo duma galé ligeira veneziana no de Veneza

A galé birreme de estilo italiano manteve-se o tipo de navio mais comum das frotas mediterrânicas até ao final do século XIII, embora mais uma vez, as descrições contemporâneas forneçam poucos detalhes acerca da sua construção. A partir daí, a galés tornaram-se universalmente navios trirremes com três remadores num único banco situado no convés superior, cada um deles usando um remo diferente, um sistema conhecido como alla sensile. Os Venezianos desenvolveram também a chamada "grande galé", a qual era uma galé ampliada capaz de transportar mais carga para comércio.
Pouco se sabe acerca dos navios especificamente bizantinos deste período, Os relatos da viagem marítima da delegação bizantina enviada ao Concílio de Florença em 1437, da autoria do clérigo bizantino Silvestre Sirópulo e do capitão greco-veneziano Miguel de Rodes, referem que a maior parte dos navios eram venezianos ou dos Estados Pontifícios, mas também dizem que o imperador João VIII viajou num "navio imperial". Não é claro se o navio era bizantino ou se tinha sido alugado, e o seu tipo não é mencionado. No entanto, é dito que foi mais rápido que as grandes galés mercantes venezianas que o acompanhavam, o que pode indicar que era uma galé ligeira de guerra. Miguel de Rodes escreveu também um tratado sobre construção naval, onde constavam instruções de construção e gravuras das principais embarcações, tanto galés como veleiros, usados por Veneza e pelos outros estados marítimos da região na primeira metade do século XV.

## Táticas e armamento
Os Bizantinos tiveram o cuidado de codificar, preservar e transmitir as lições de guerra em terra e no mar das experiências passadas, através do uso de manuais. Apesar da sua terminologia por vezes antiquada, esses textos são a base do conhecimento que se tem das atividades navais bizantinas. Os principais textos que sobreviveram são os capítulos sobre combate naval (peri naumachias) da Táctica (ou Taktika) de Leão VI, o Sábio (r. 886–912) e da obra homónima de Nicéforo Urano (m. 1010-1011), ambas extensivamente baseadas em obras anteriores, nomeadamente o Naumaquias (Naumachiai) de Siriano Magistro, do século VI, complementadas por passagens relevantes no Sobre a Administração Imperial, de Constantino VII Porfirogénito e outras obras escritas por autores bizantinos e árabes.

### Estratégia naval, logística e táticas

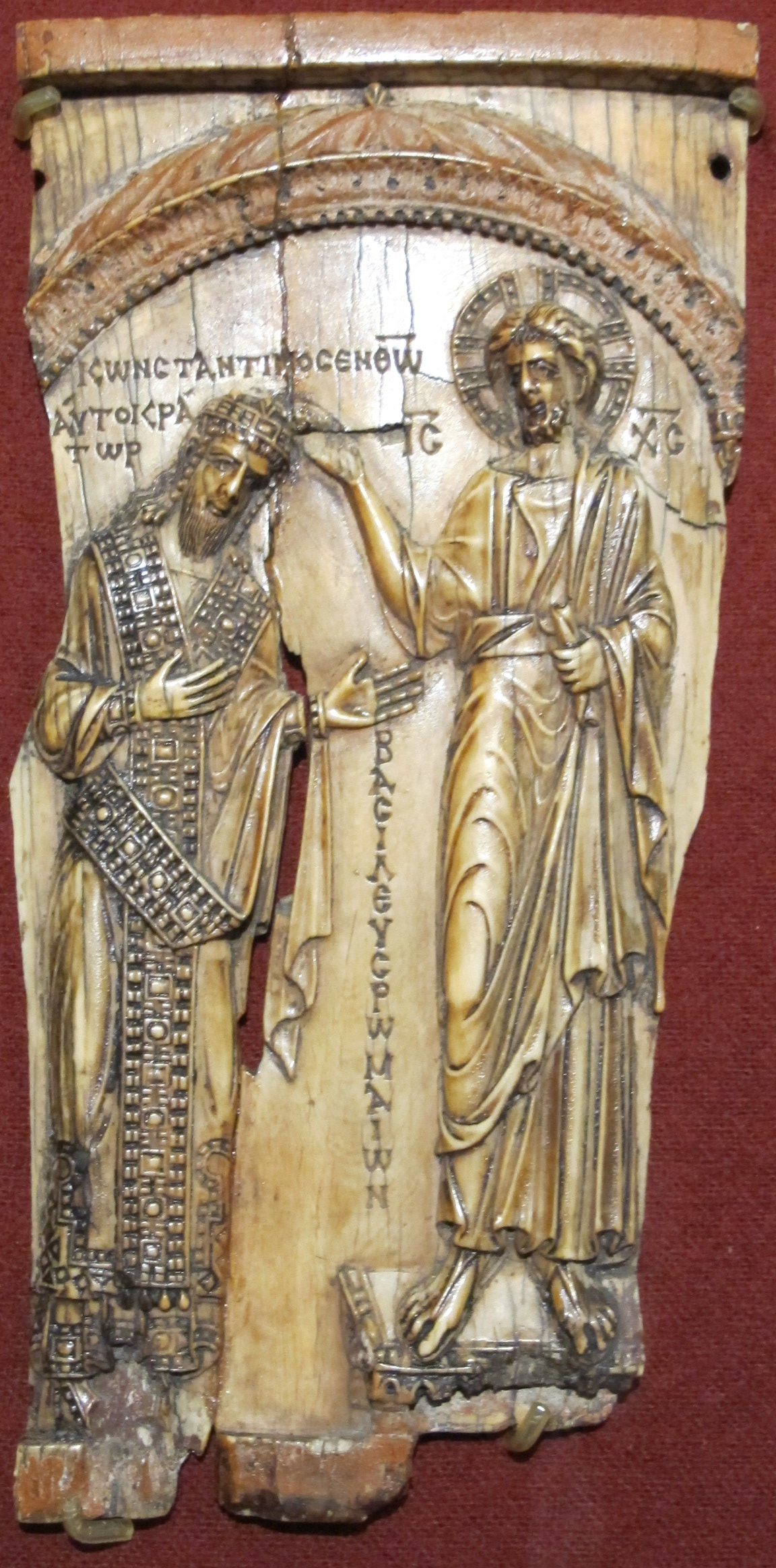
Relevo mostrando, autor da obra Sobre a Administração Imperial, sendo coroado por Cristo

Ao estudar operações navais da Antiguidade e da Idade Média, é necessário começar por compreender as limitações tecnológicas das armadas de galés. Estas não se comportavam bem em águas agitadas e podiam ser inundadas por vagas, o que seria catastrófico em mar aberto; a história está repleta de acidentes em que frotas de galés foram afundadas por mau tempo (por exemplo, as perdas romanas durante a Primeira Guerra Púnica). A estação de navegação restringia-se por isso ao período entre meados da primavera e o início do outono. A velocidade de cruzeiro sustentável duma galé, mesmo usando velas, era limitada, tal como o era a quantidade de abastecimentos que podia carregar. A água, em particular, sendo um "carburante" essencial duma galé, tinha uma importância crítica. Dado que se estima que cada remador consumisse cerca de oito litros de água por dia, a sua disponibilidade era um fator decisivo nas costas ensolaradas e frequentemente com pouca água do Mediterrâneo Oriental. Estima-se que os drómones mais pequenos tivessem capacidade para carregar água para cerca de quatro dias de navegação. Na prática isso significava que frotas compostas de galés estavam confinadas a rotas costeiras e tinham que fazer desembarques frequentes para repor os abastecimentos e descansar as tripulações. Isso mesmo é atestado nas expedições ultramarinas, desde a campanha de Belisário contra os Vândalos no século VI até às expedições a Creta. É por essas razões que Nicéforo Urano enfatiza a necessidade de ter disponíveis «homens com conhecimento apurado e experiência do mar [...], cujos ventos provocam ondulação e sopram de terra. Eles devem conhecer tanto as rochas escondidas no mar como os lugares que não têm profundidade, e a terra ao longo da qual se navega e as ilhas adjacentes a ela, os portos e a distância a que esses portos estão uns dos outros. Eles devem conhecer tanto os países como os abastecimentos de água.»
A guerra naval no Mediterrâneo era, por conseguinte, essencialmente de natureza costeira e anfíbia, levada a cabo para tomar territórios costeiros ou ilhas, e não para exercer o "controlo do mar" como é entendido atualmente. Além disso, após o abandono do rostro (aríete náutico), a única verdadeira arma para destruição de navios anterior ao aparecimento da pólvora e das munições explosivas, os combates navais tornaram-se, segundo John Pryor, mais imprevisíveis, pois doravante nenhuma potência podia aspirar a conseguir que uma vantagem no armamento ou perícia superior das suas tripulações se traduzisse na previsibilidade de vitória. Não admira por isso que os manuais bizantinos e árabes enfatizem táticas cautelosas, dando prioridade à preservação da própria frota e à aquisição de informações militares precisas, frequentemente através do uso de espiões disfarçados de mercadores. Era dado ênfase a lograr surpresa tática e, reciprocamente, a evitar ser apanhado de surpresa pelo inimigo. Idealmente, só se devia dar batalha quando estivesse assegurada a superioridade numérica ou devida à disposição tática. Era também dada importância a que as forças e táticas estivessem ao nível das dos possíveis inimigos. Leão VI, por exemplo, para se precaver contra os navios pesados e lentos dos Árabes (koumbaria), contava com os navios pequenos e rápidos (akatia, sobretudo monóxilos) dos Eslavos e Rus'.

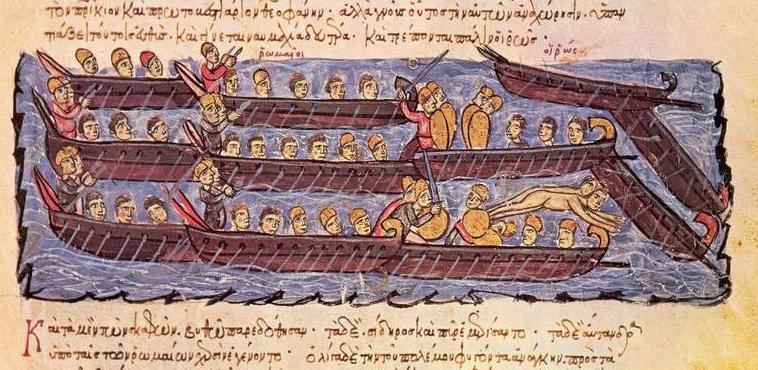
A marinha bizantina repele o ataque Rus' a Constantinopla em 941. Ações de abordagem e combates corpo-a-corpo determinavam o resultado da maior parte das batalhas navais na Idade Média. Aqui, os drómones bizantinos são mostrados passando "por cima" dos barcos Rus' e despedaçando os seus remos com os esporões (rostros).

Em campanha, após concentrar várias esquadras em bases fortificadas (aplectos; aplekta, singular: aplekton) ao longo da costa, a frota era constituída por um corpo principal, composto pelos navios de guerra a remos, e os comboios de carga (touldon) de veleiros e de navios de transporte a remos, que podiam ser mandados embora na eventualidade duma batalha. A frota de batalha era dividida em esquadras, sendo as ordens transmitidas de navio para navio através de sinais de bandeiras (kamelauki) e lanternas.
Durante a aproximação e durante a batalha propriamente dita, era crítico manter uma formação bem ordenada: se a frota caísse em desordem, os seus navios seriam incapazes de apoiar-se uns aos outros e provavelmente seriam derrotados. As frotas que não conseguissem manter uma formação ordenada ou que não conseguissem organizar-se numa contra-formação (antiparataxis) adequada para responder ao inimigo frequentemente evitavam o confronto ou fugiam da batalha. Eram usadas manobras táticas destinadas a desfazer a formação inimiga, que incluíam vários estratagemas, como dividir a sua própria força e levar a cabo manobras de ataque nos flancos, simulações de retirada ou esconder uma reserva para montar emboscadas. Leão VI aconselhava abertamente contra a confrontação direta e advogava o uso de estratagemas em alternativa. Segundo Leão, uma formação em crescente parece ter sido a norma, com o navio-almirante no centro e os navios mais pesados nas pontas da formação, de forma a quebrar os flancos da formação inimiga. Eram usadas uma série de variantes e outras táticas e contra-táticas, dependendo das circunstâncias.
Quando as frotas estavam suficientemente próximas, começavam a troca de flechas, dardos e projéteis combustíveis. O objetivo não era afundar navios, mas sim causar baixas nas tripulações inimigas antes das abordagens, que decidiam o resultado do combate. Quando se julgava que a força do inimigo tinha sido suficientemente reduzida, as frotas aproximavam-se, os navios eram prendidos uns aos outros firmemente, e os marinheiros dos bancos de remos superiores abordavam o navio inimigo e envolviam-se em lutas corpo-a-corpo.

### Armamento
Ao contrário dos navios de guerra da Antiguidade, os navios bizantinos e árabes não dispunham de rostros, e o principal meio de combate navio-a-navio eram ações de abordagem e lançamento de projéteis e de materiais inflamáveis como o fogo grego. Não obstante a temível reputação deste último, ele só era eficaz sob certas circunstâncias e não era a arma antinavio decisiva que o rostro tinha sido nas mãos das tripulações experientes do passado.

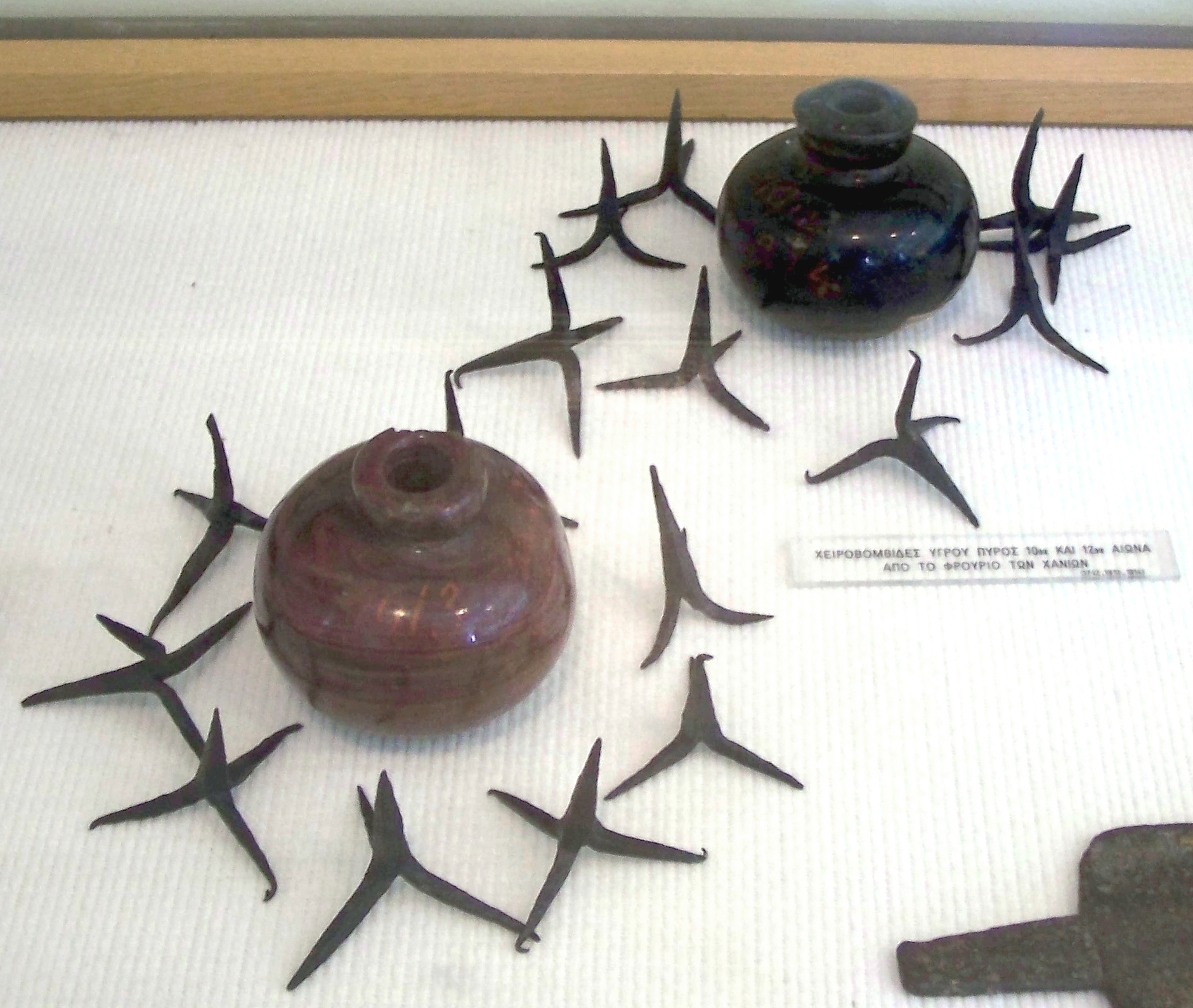
Granadas de fogo grego e estrepes datados dos séculos X e XII

Como os seus antecessores romanos, os navios bizantinos e muçulmanos eram equipados com pequenas catapultas (mangana) e balistas (toxoballistrai) que lançavam pedras, setas, dardos, potes de fogo grego ou outros líquidos incendiários, estrepes (triboloi) e até recipientes cheios de cal para matar os inimigos ou, como o imperador Leão VI sugere de forma algo implausível, escorpiões e serpentes. Os marinheiros e remadores do banco superior eram fortemente armados durante a preparação para a batalha (Leão refere-se a eles como os "catafractários") e equipados com armas para o combate corpo a corpo como lanças e espadas, enquanto os outros marinheiros vestiam casacos acolchoados de feltro (neurika) para se protegerem e combatiam com arcos e bestas. A importância e volume dos projéteis incendiários durante os combates navais pode ser avaliado pelos manifestos de carga das expedições a Creta do século X, que mencionam 10 000 estrepes, 50 arcos e 10 000 flechas, 20 balistas carregadas à mão com 200 setas chamadas myai ("moscas") e 100 dardos por cada drómon.
A partir do século XII, a besta (chamada τζᾶγγρα, tzangra) tornou-se cada vez mais importante na guerra naval mediterrânica, mantendo-se como a arma mais mortífera até ao advento dos navios completamente equipados com artilharia de pólvora. Os bizantinos usaram-na apenas pontualmente, principalmente em cercos, apesar de haver registo do seu uso em algumas batalhas navais. No final da segunda metade do século XIV foram introduzidos canhões, mas os Bizantinos raramente os utilizaram e só dispunham de algumas peças de artilharia à defesa das muralhas terrestres de Constantinopla. Ao contrário dos Venezianos e Genoveses, não há qualquer indicação de que os Bizantinos tivessem chegado a montar canhões em navios.

#### Fogo grego

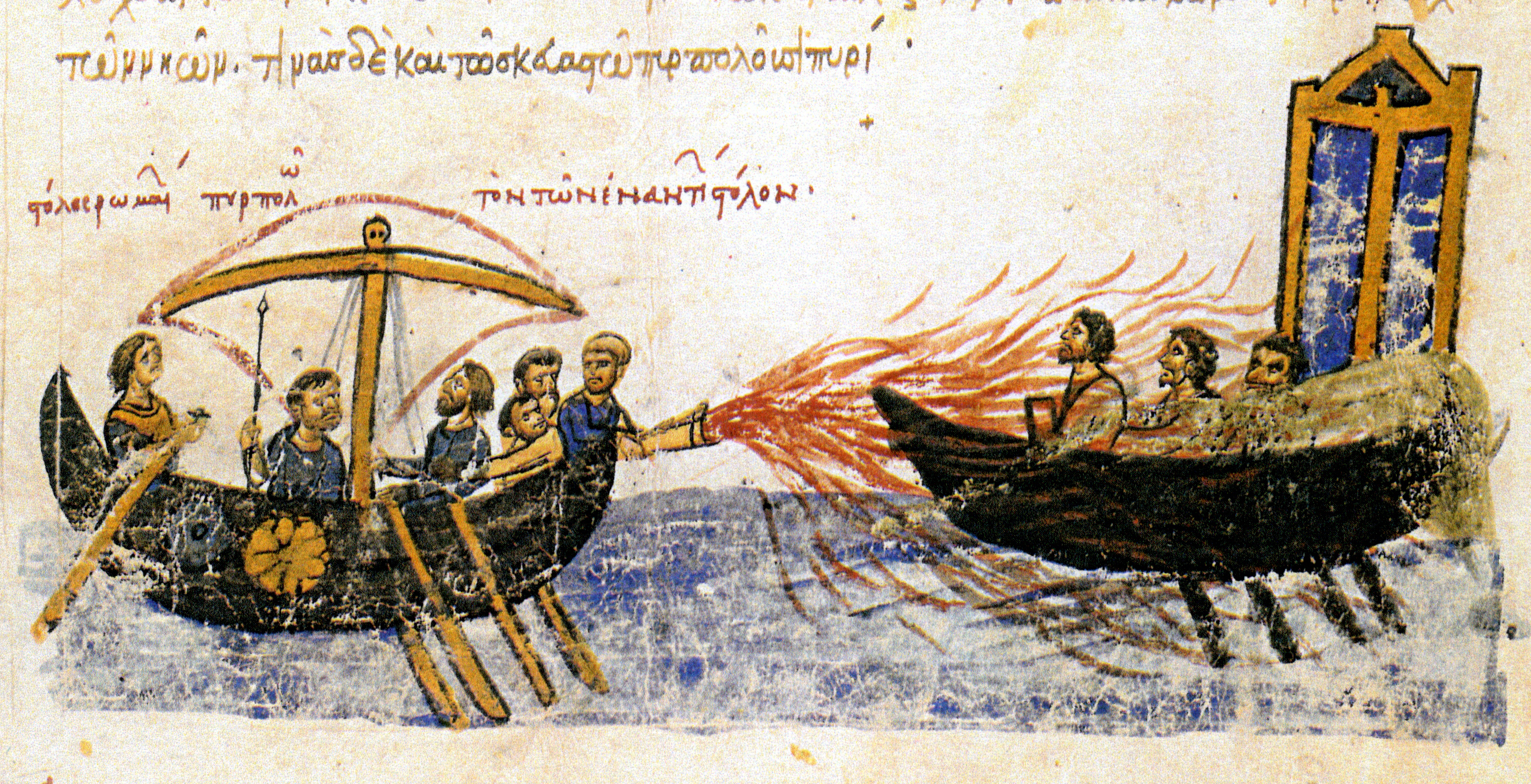
Representação do uso de fogo grego durante a Revolta de Tomás, o Eslavo, no Escilitzes de Madrid

"Fogo grego" foi o nome dado pelos europeus ocidentais à mistura inflamável usada pelos Bizantinos como arma naval, assim chamada porque os europeus viam os Bizantinos como Gregos. Os bizantinos usaram vários nomes para descreverem o "fogo grego", mas o mais comum foi "fogo líquido" (ὑγρόν πῦρ). Embora o uso de químicos incendiários pelos Bizantinos sejam tenha sido atestado para datas a partir do início do século VI, acredita-se que verdadeira substância conhecida como fogo grego foi inventada em 673 e é atribuída a um engenheiro da Síria de nome Calínico. O método mais comum de uso era lançar a mistura através dum grande tubo de bronze (siphōn, sifão) em direção aos navios inimigos. Alternativamente, era também lançado em botijas disparadas com catapultas. Outro método também mencionado era usar guindastes giratórios que despejavam líquidos combustíveis sobre os navios inimigos. Usualmente a mistura eram armazenada em barris pressurizados e aquecidos e era projetada através do tubo por uma espécie de bomba enquanto os operadores se abrigavam atrás de grandes escudos de ferro. Também existiu uma versão portátil (cheirosiphōn), alegadamente inventada por Leão VI, e que constituía o equivalente do moderno lança-chamas.
Os métodos de produção foram mantidos secretos e apenas se podem fazer conjeturas grosseiras sobre quais seriam os seus componentes através de fontes secundárias como Ana Comnena, pelo que a sua composição exata é desconhecida até hoje. Nos seus efeitos, o fogo grego deve ter sido muito similar ao do napalm. Fontes contemporâneas deixam claro que não podia ser extinto com água, antes flutuava e ardia por cima dela; areia podia extingui-lo privando-o de oxigénio, e diversos autores referem que vinagre e urina velha eram capazes do apagar, presumivelmente devido a algum tipo de reação química. Por conseguinte, feltros ou peles embebidas em vinagre eram usadas para fornecer proteção contra ele.

“Como ele [o imperador] sabia que os Pisanos eram peritos em guerra naval e temia uma batalha com eles, na proa de cada navio mandou fixar a cabeça dum leão ou outro animal terrestre, feito em latão ou ferro com a boca aberta e dourada à volta, de forma a que o seu aspeto fosse aterrorizante. E o fogo era para ser dirigido através das bocas das bestas, a fim de parecer que os leões e os outros monstros similares estavam a vomitar o fogo.”

— D'A Alexíada de Ana Comnena
Apesar dos relatos um tanto exagerados dos autores bizantinos, o fogo grego não era, de todo, uma "arma-maravilha", e não evitou algumas derrotas graves. Devido ao seu alcance limitado, e a necessidade dum mar calmo e vento favorável, a sua usabilidade era limitada. No entanto, em circunstâncias favoráveis e contra um inimigo desprevenido, o seu grande poder destrutivo e impacto psicológico podia revelar-se decisivo, como foi demonstrado repetidamente contras os Rus'. A arma continuou a ser mencionada durante o século XII, mas os Bizantinos não conseguiram usá-la durante a Quarta Cruzada, possivelmente porque tinham perdido o acesso às regiões onde se encontravam os principais ingredientes (Cáucaso e costa oriental do Mar Negro).
Os Árabes puseram em campo o seu "fogo líquido" a partir de 835, mas não se sabe se usaram a fórmula bizantina, possivelmente obtida por espionagem, ou através da deserção do estratego Eufémio em 827, ou ainda se desenvolveram de forma independente uma nova versão da fórmula. Um tratado do século XII compilado por Mardi ibne Ali de Tarso para Saladino inclui uma versão de fogo grego chamada "naft" (de nafta), baseada em petróleo com enxofre a que se adicionavam várias resinas.

## Papel da marinha na história bizantina
Não é fácil avaliar a importância da marinha bizantina para a história do Império. Por um lado, o Império, ao longo da sua vida, tinha que defender uma extensa linha costeira, por vezes com pouco território interior. Além disso, o transporte marítimo foi sempre o meio de transporte mais rápido e mais barato, e os principais centros urbanos e comerciais do Império, bem como a maioria das suas regiões férteis, situavam-se junto ao mar. Juntamente com ameaça representada pelos Árabes entre os séculos VII e X, esses fatores requeriam a manutenção duma armada forte. A marinha foi talvez mais significante na defesa com êxito de Constantinopla durante os dois cercos árabes, na prática salvando o império. Mas além disso, ao longo desse período as operações navais foram uma parte essencial do esforço bizantino contra os Árabes num jogo de raides e contra-raides que continuaram até a fim do século X.

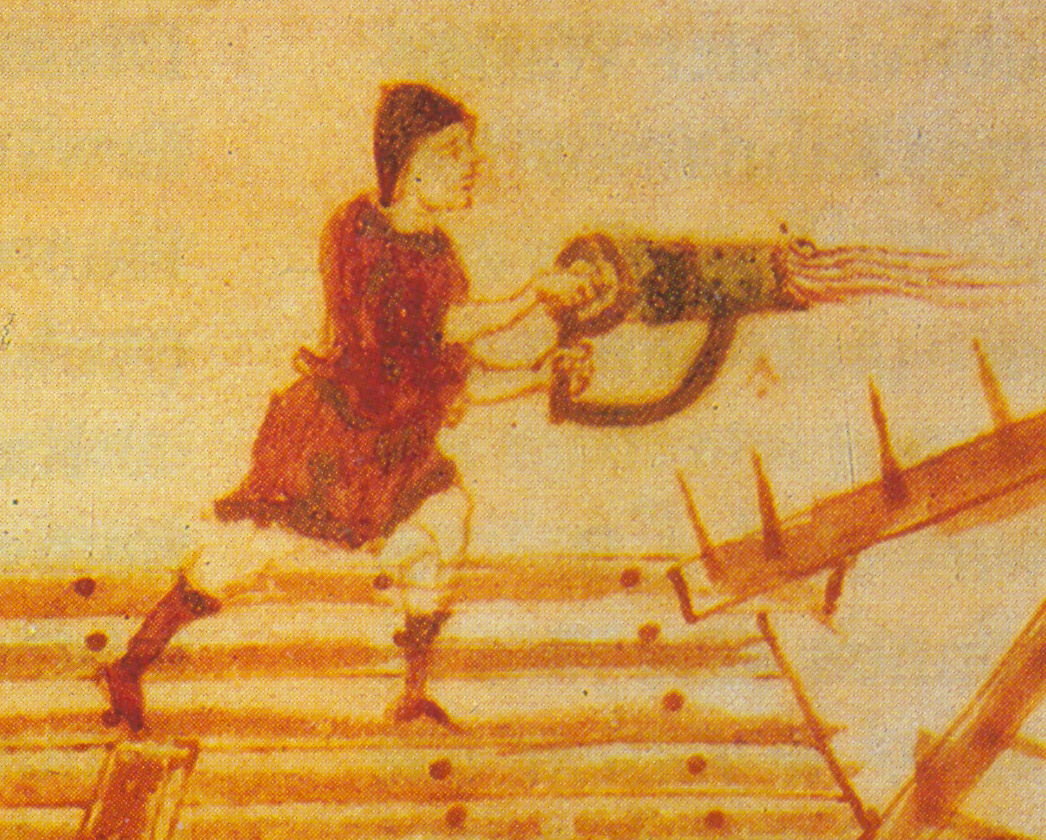
Operador de sifão de mão fogo grego, um equivalente do moderno lança-chamas

Por outro lado, a natureza e limitações da tecnologia marítima da época implicavam que nem os Bizantinos nem os seus oponentes podiam uma verdadeira talassocracia. As frotas de galés estavam limitadas a operações costeiras e não eram capazes de ter um papel verdadeiramente independente. Além do mais, como a alternância de vitórias e derrotas bizantinas contra os Árabes ilustra, nenhum dos lados logrou ganhar superioridade de forma permanente. Apesar dos Bizantinos terem alcançado vários êxitos espetaculares, como a notável vitória noturna de Nasar em 880 (uma das poucas operações similares na Idade Média), essas vitórias eram contrabalançadas por perdas desastrosas similares. Os relatos de motins de remadores nas frotas bizantinas revela também que as condições eram frequentemente muito diferentes das prescritas nos manuais bélicos. Tudo isto combinado com a tradicional predominância dos grandes latifundiários da Anatólia nos altos cargos militares e civis imperiais resultava em que, como nos tempos do Império Romano, a marinha fosse em grande medida vista como uma força adjunta dos exércitos terrestres, inclusivamente no seu auge. Esta situação é claramente ilustrada pelas posições relativamente pouco elevadas que os almirantes ocupavam na hierarquia imperial.
É, no entanto, evidente que o declínio gradual do poderio naval próprio do Império Bizantino nos séculos X e XI, quando foi eclipsado pelo das cidades-estado italianas, principalmente por Veneza e, posteriormente, Génova, foi um fator muito significativo, o qual destruiu as fundações do estado bizantino, deveu-se em larga medida ao facto do Império se encontrar então completamente indefeso no mar. Este processo foi iniciado pelo próprio Império Bizantino no século IX, quando os Italianos começaram a ser cada vez mais empregues pelo Império para compensar a sua própria fraqueza naval no Ocidente. As repúblicas italianas também lucraram com o seu papel de intermediárias no comércio entre o Império e a Europa Ocidental, marginalizando a marinha bizantina, o que por sua vez teve efeitos adversos na disponibilidade de forças navais bizantinas. Contudo, como era inevitável, as repúblicas italianas afastaram-se lenta e gradualmente da órbita do Império e começaram a seguir as suas próprias políticas, e a partir do fim do século XI substituíram o papel de proteção do Império Bizantino pelo de exploração, quando não pilhagem descarada, um sinal da subjugação financeira e política do Império Bizantino aos seus interesses que acabaria por se concretizar na prática.
A falta duma marinha forte foi certamente sentida pelos Bizantinos nessa altura, como mostram os comentários de Cecaumeno. Imperadores fortes e enérgicos como Manuel Comneno (r. 1143–1180) e posteriormente Miguel VIII, um século mais tarde, conseguiram reanimar o poderio naval, mas apesar de terem infligido pesados golpes aos Venezianos, na prática estes foram simplesmente substituídos pelos Genoveses e Pisanos. Assim, o comércio manteve-se em mãos de latinos, continuando os seus lucros a serem desviados do Império, e depois das mortes daqueles imperadores os seus feitos evaporaram-se rapidamente. Depois de 1204, com a breve exceção do reinado de Miguel VIII, as sorte da agora pequena marinha bizantina esteve mais ou menos ligada à alianças instáveis com as repúblicas marítimas italianas. Quando se analisa todo o curso da história bizantina, o aumento e diminuição da força da marinha espelha a flutuação da sorte do Império.